# Biserica reformată din Solocma

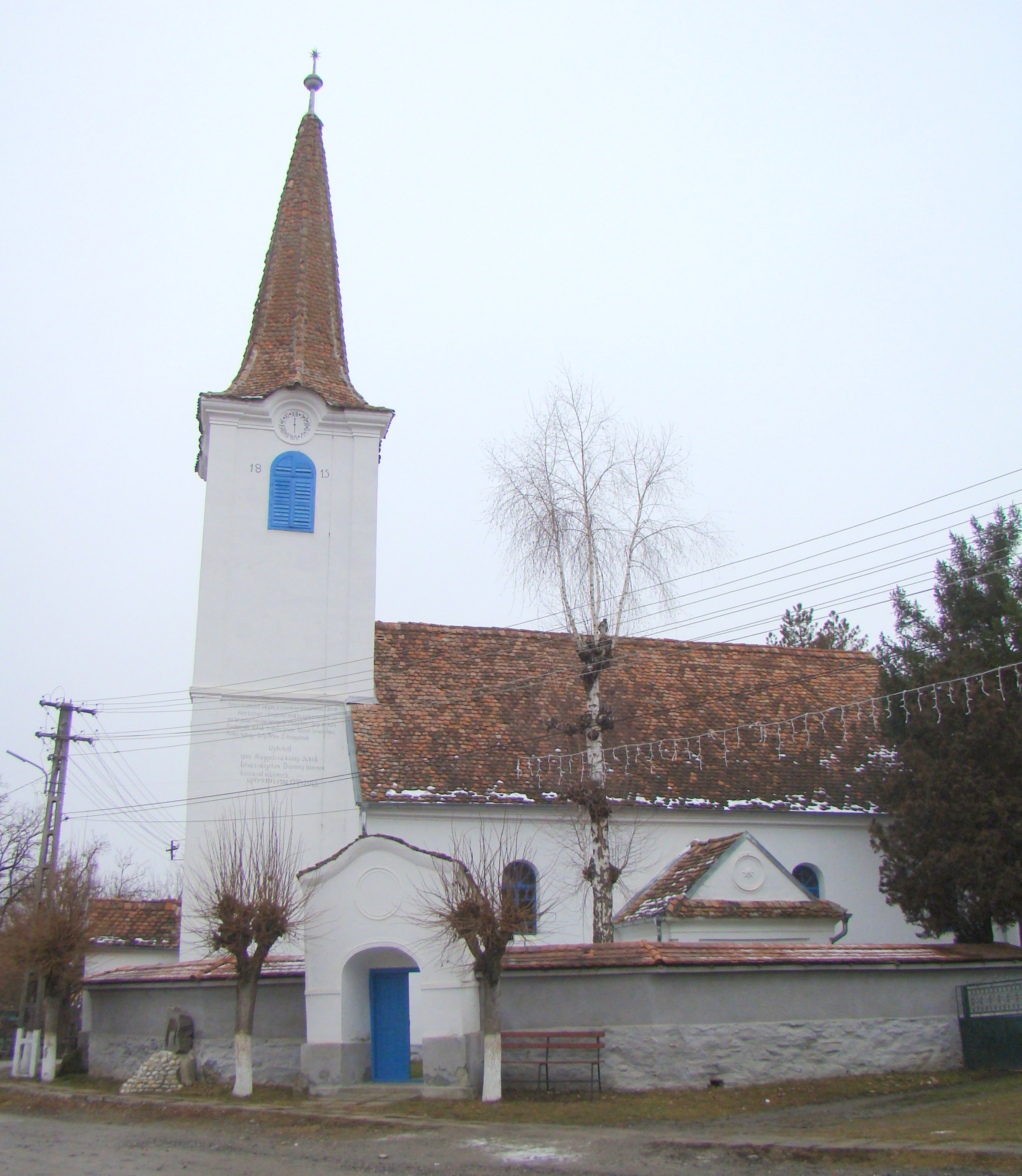
Biserica reformată din Solocma, comuna Ghindari, județul Mureș, foto: ianuarie 2020.

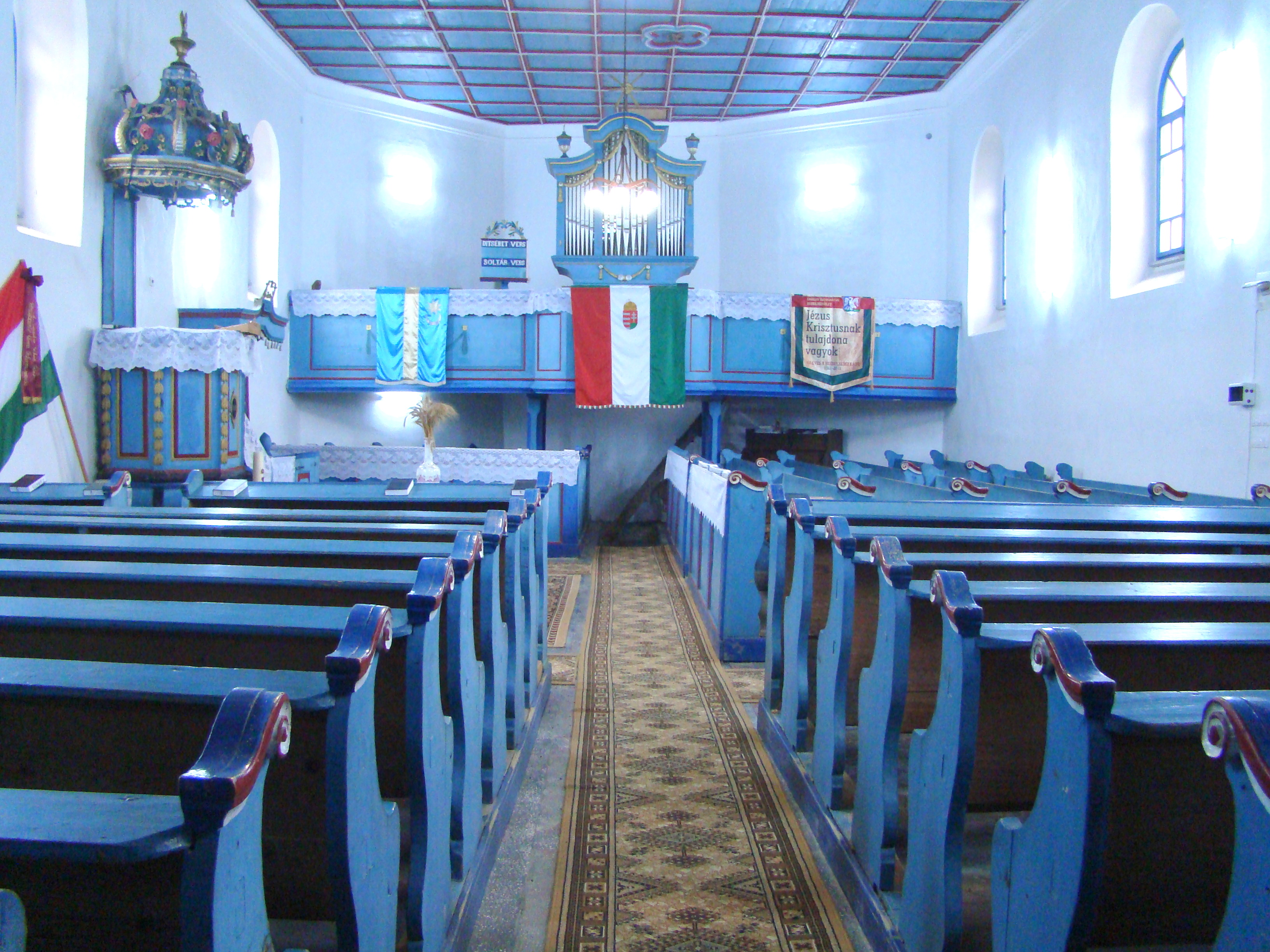
Interiorul bisericii reformate din Solocma

Biserica reformată din Solocma, comuna Ghindari, județul Mureș, datează de la începutul secolului  al XIX-lea (1808). Este un monument reprezentativ pentru bisericile reformate de pe valea Târnavei Mici.

## Localitatea
Solocma (în maghiară: Szolokma) este un sat în comuna Ghindari din județul Mureș, Transilvania, România.  Este menționat documentar sub numele de Zolokma în 1567. În 1867, 474 dintre cei 475 de locuitori ai satului erau reformați, unul singur romano-catolic.

## Biserica
Biserica reformată a fost construită între 1808 și 1815 și renovată în anii 1889, 1973 și 1986. În timpul Primului Război Mondial, clopotul cel mare a fost rechiziționat și topit de către armată, împreună cu componente metalice ale orgii. În prezent, parohia numără cca 230 de suflete. Adunarea parohială a renovat sala de rugăciune construită la începutul anilor 1990 (folosită în timpul sezonului rece) în anul 2009, iar interiorul bisericii a fost renovat în anul 2012, din fonduri proprii, obținute din exploatarea importantelor suprafețe de pădure care au fost retrocedate parohiei reformate din Solocma.

### Exterior

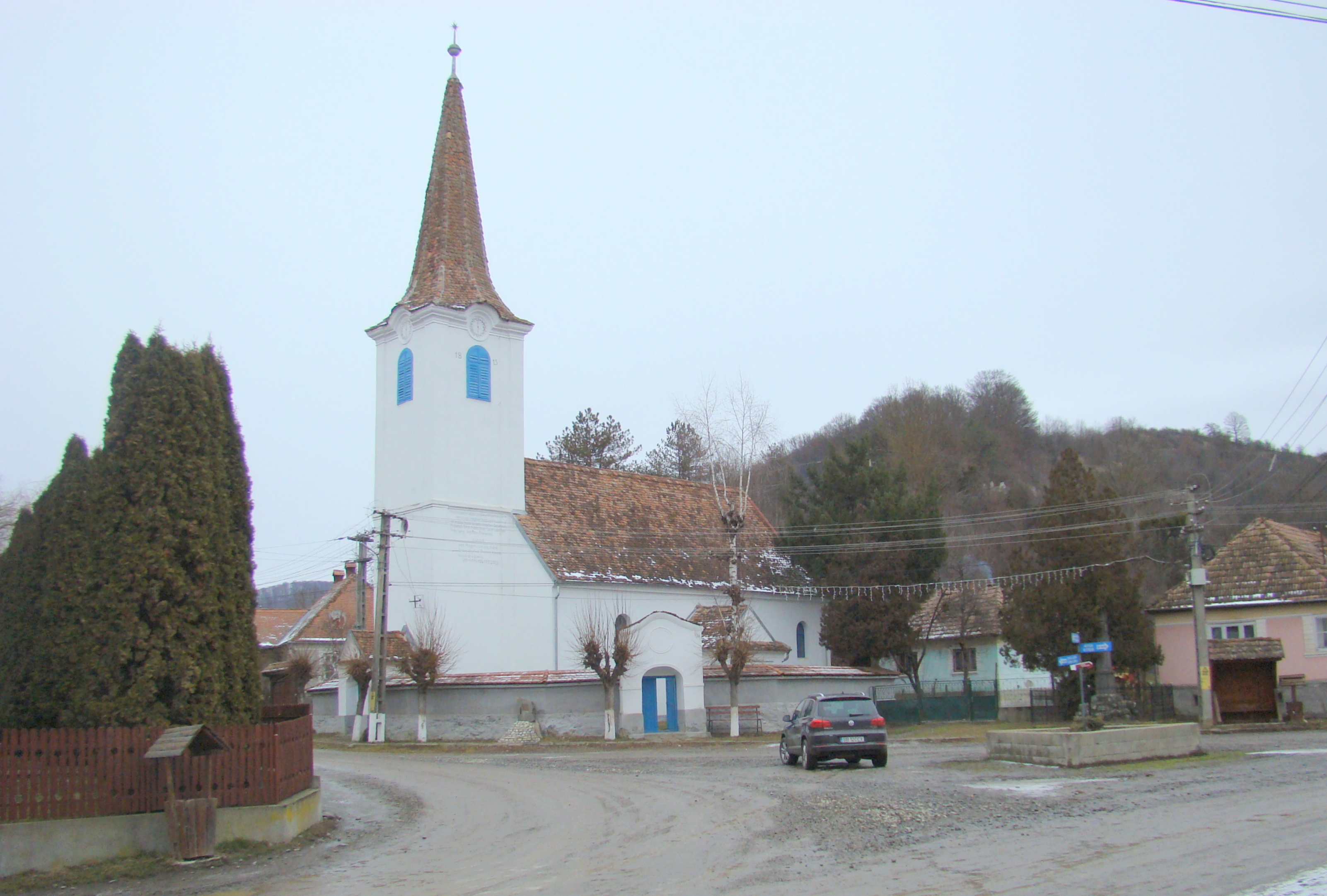
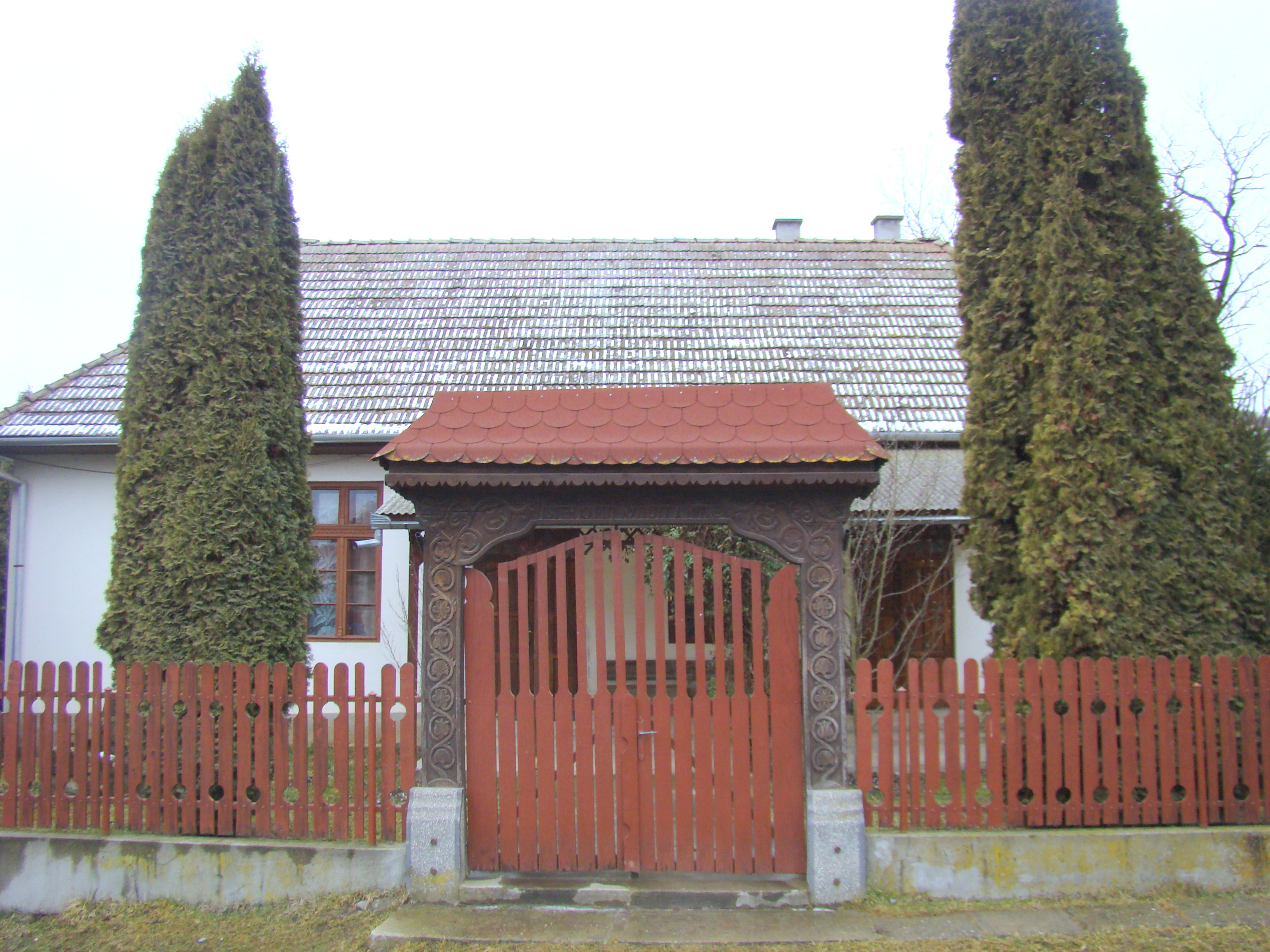
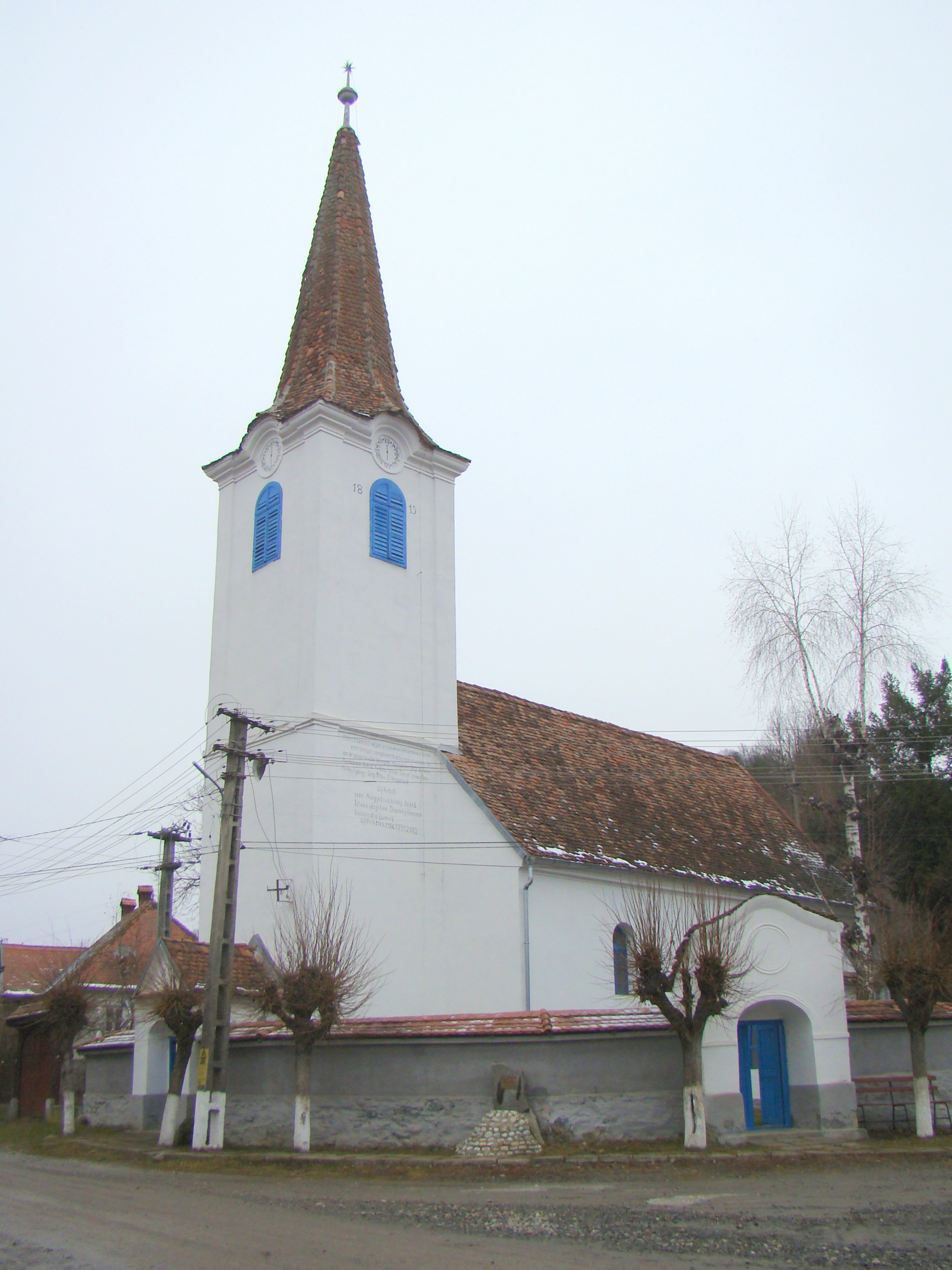
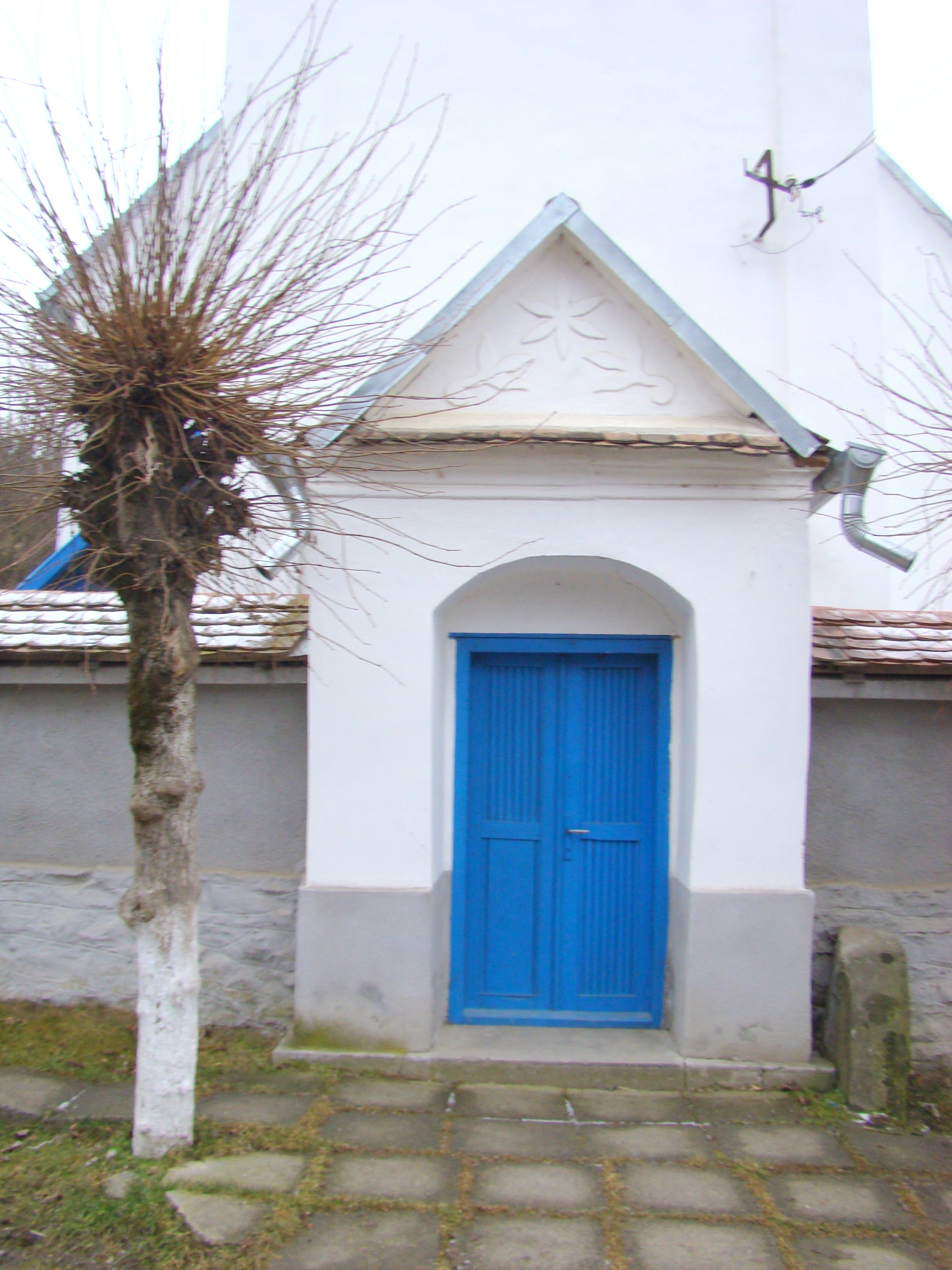
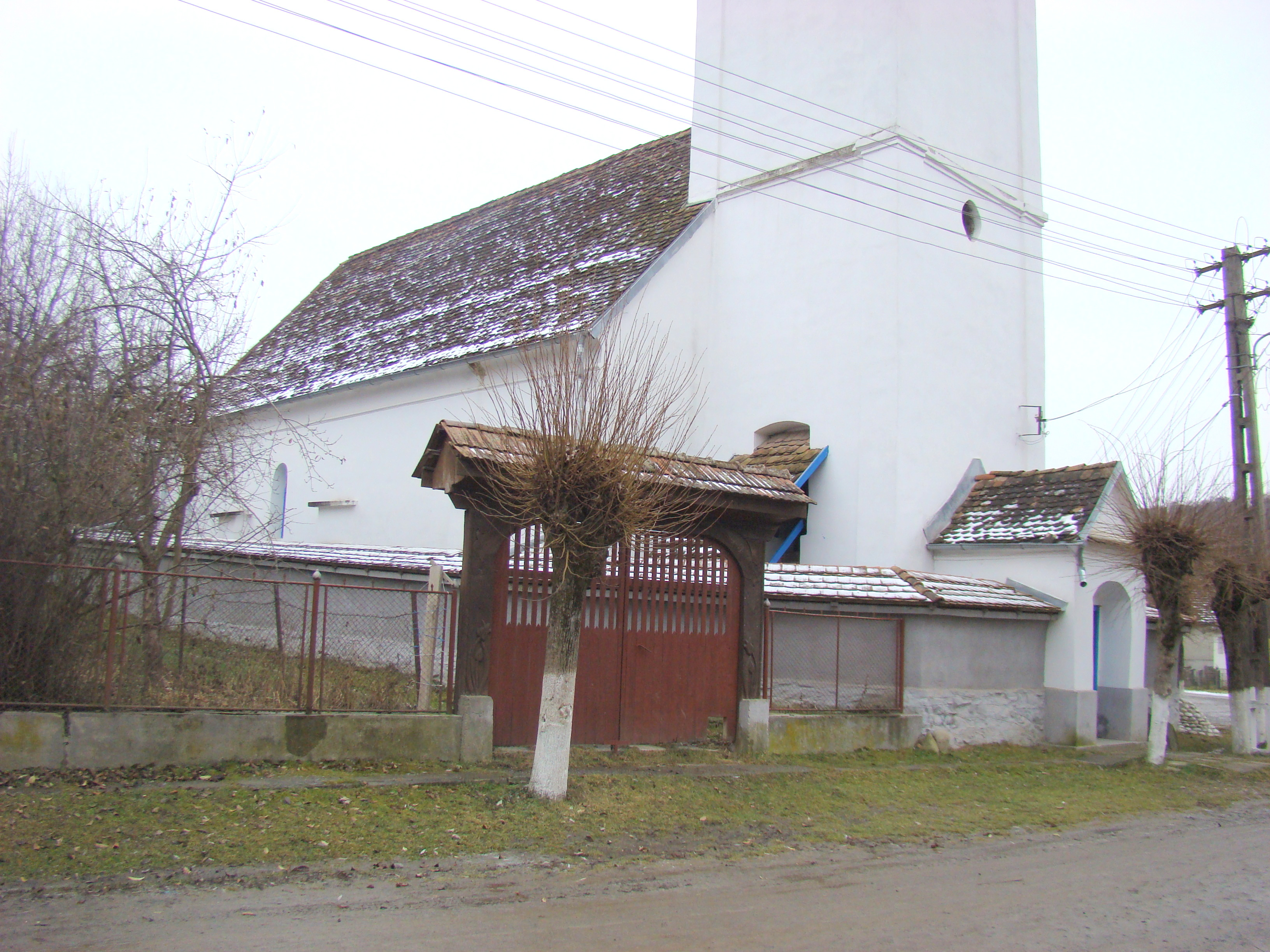
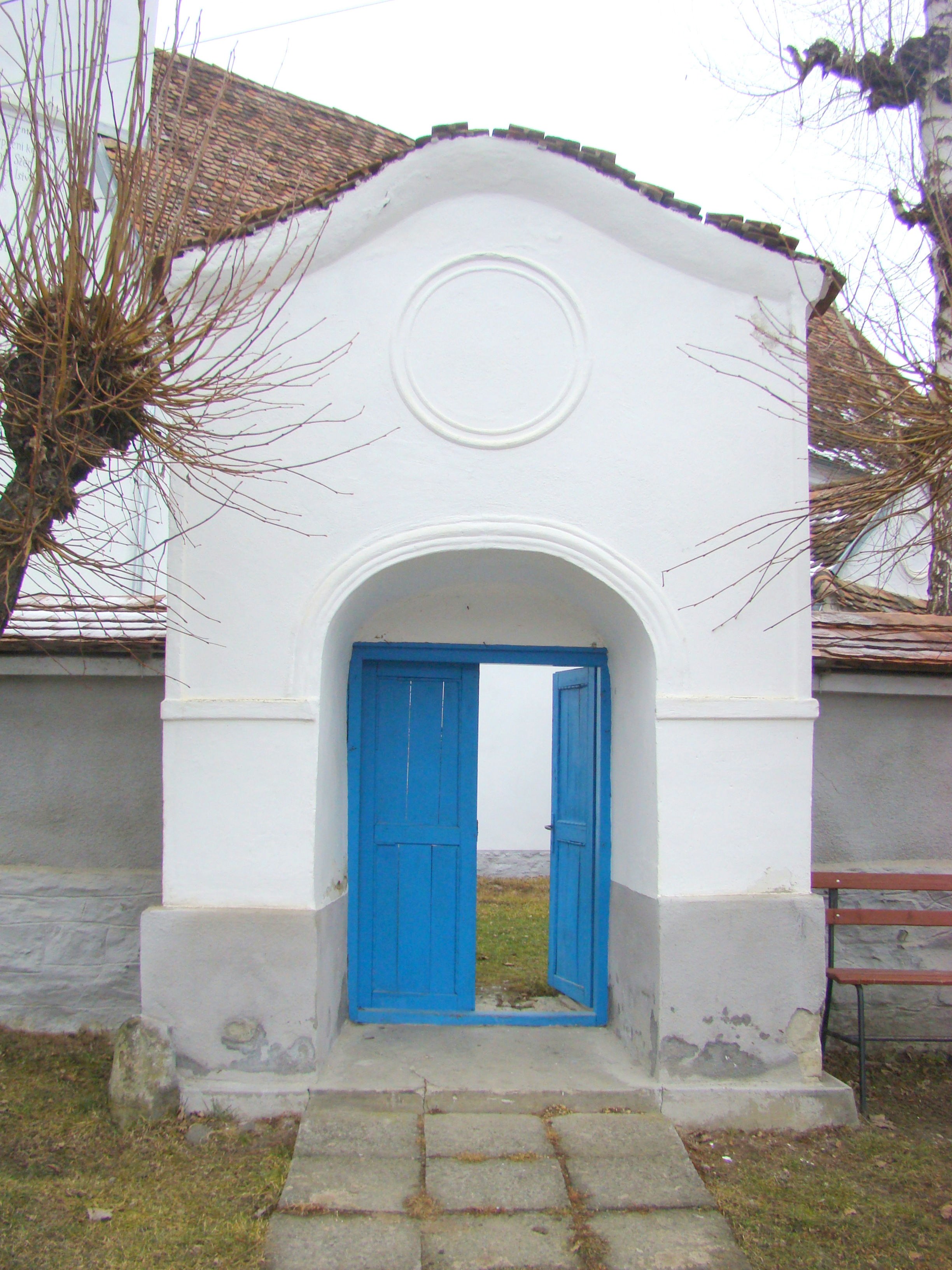
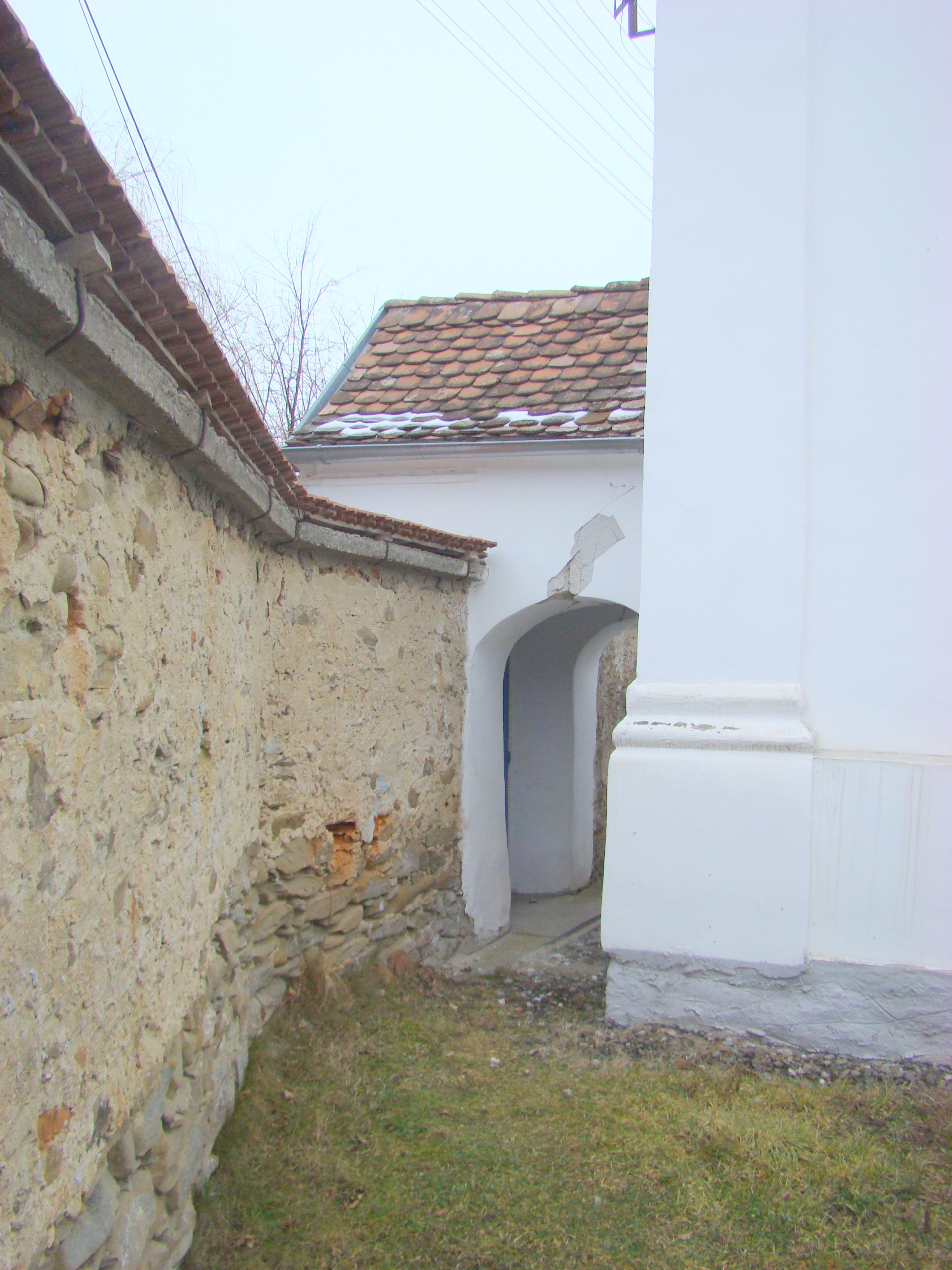
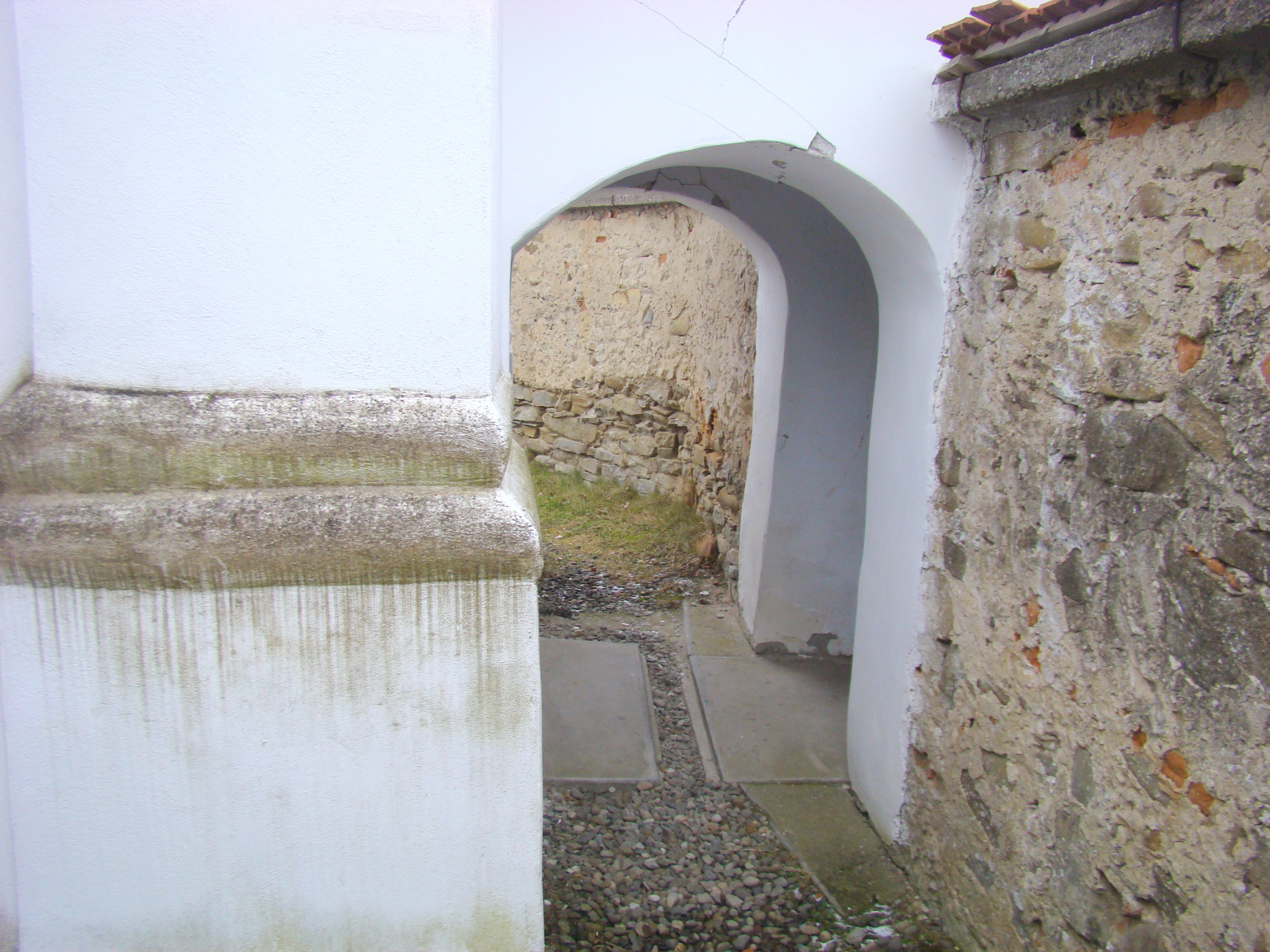
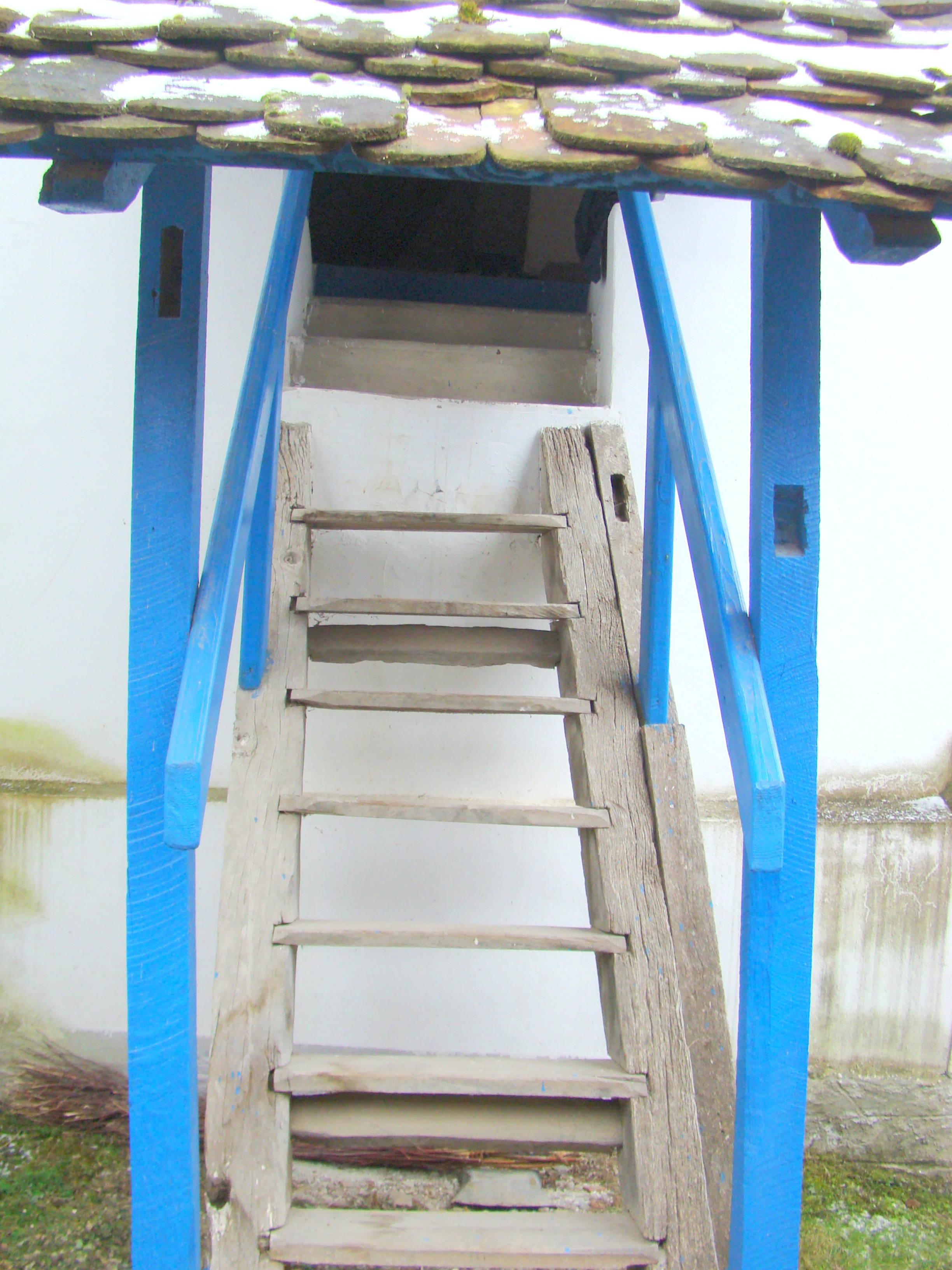
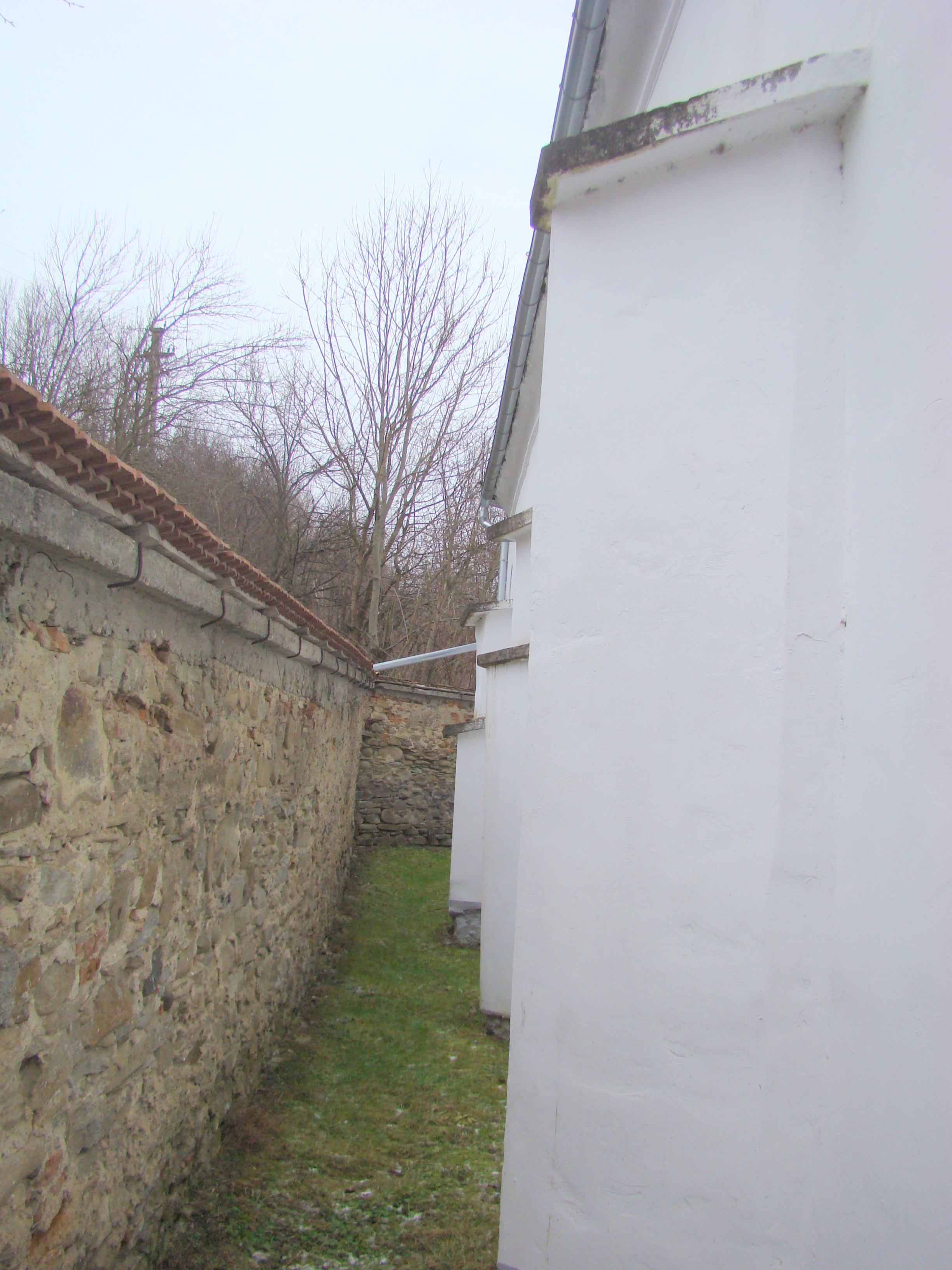
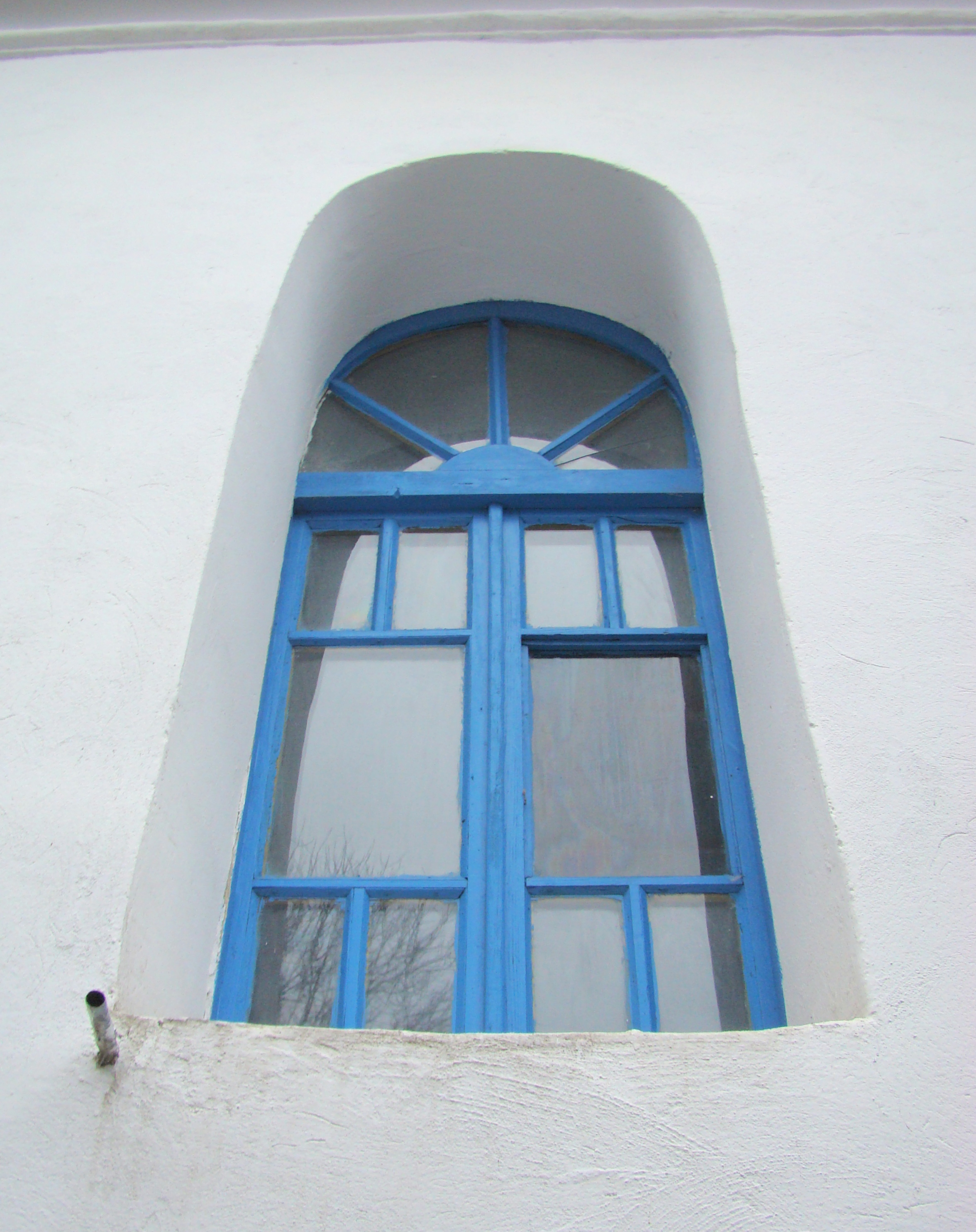
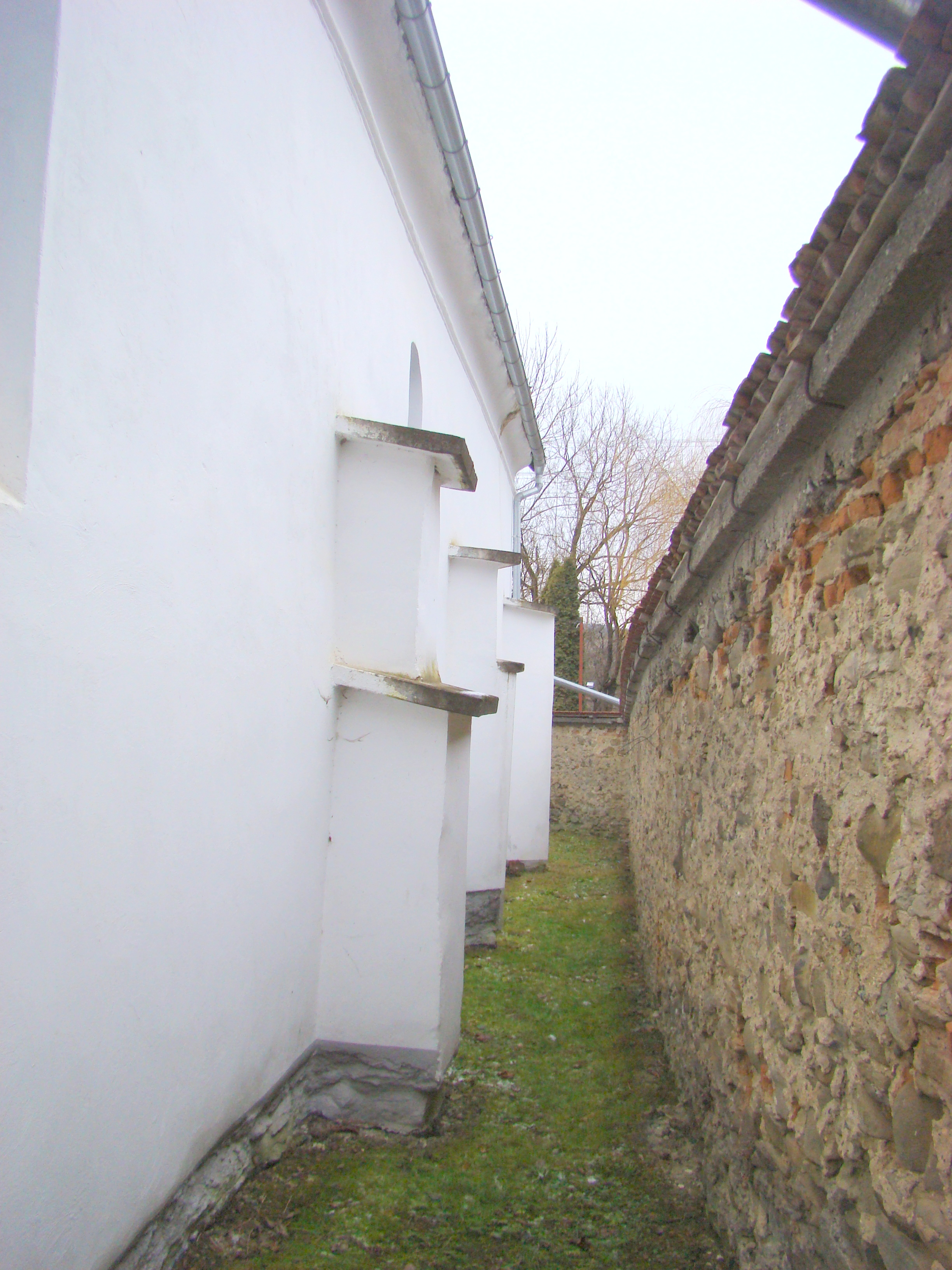
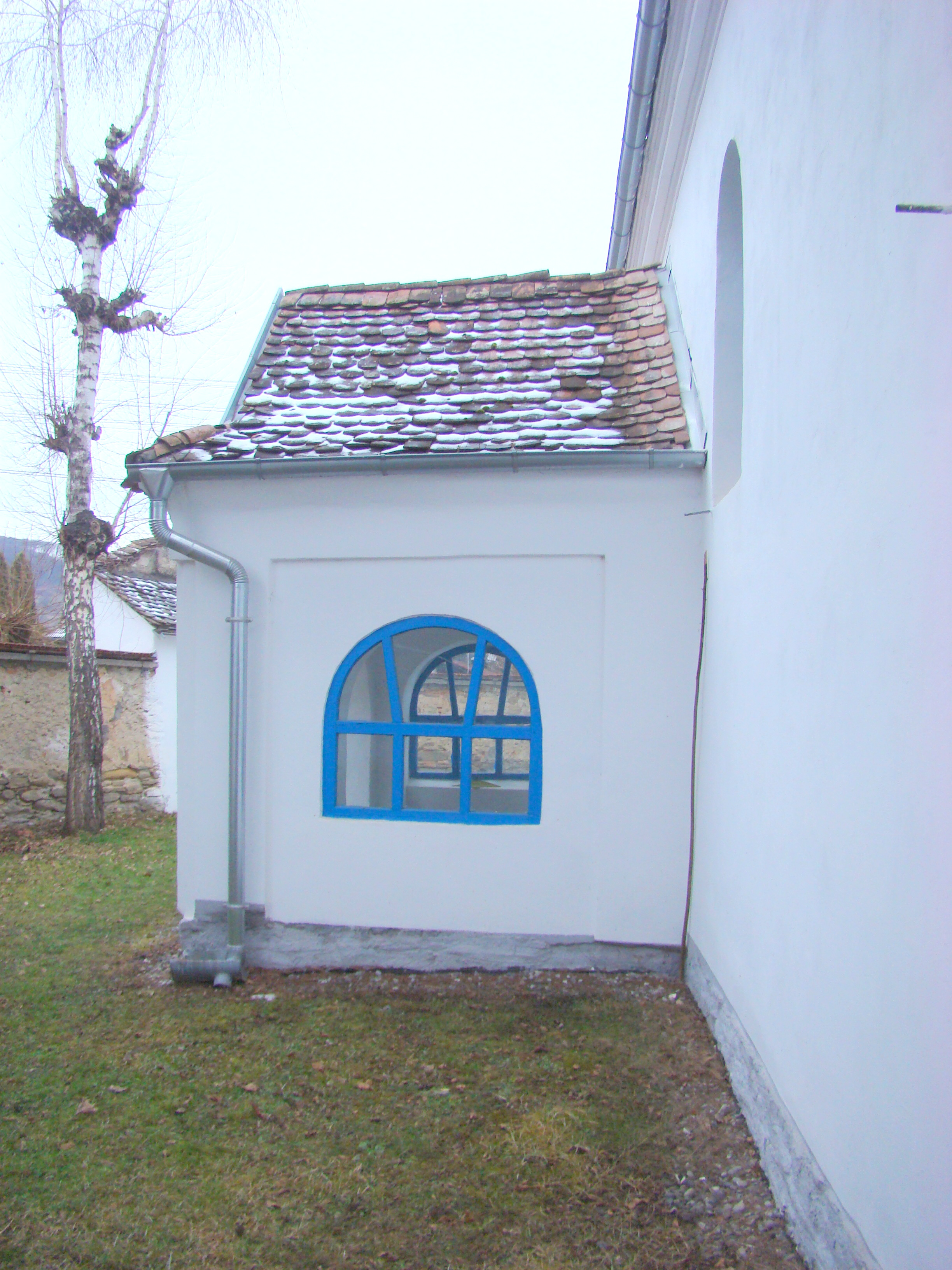
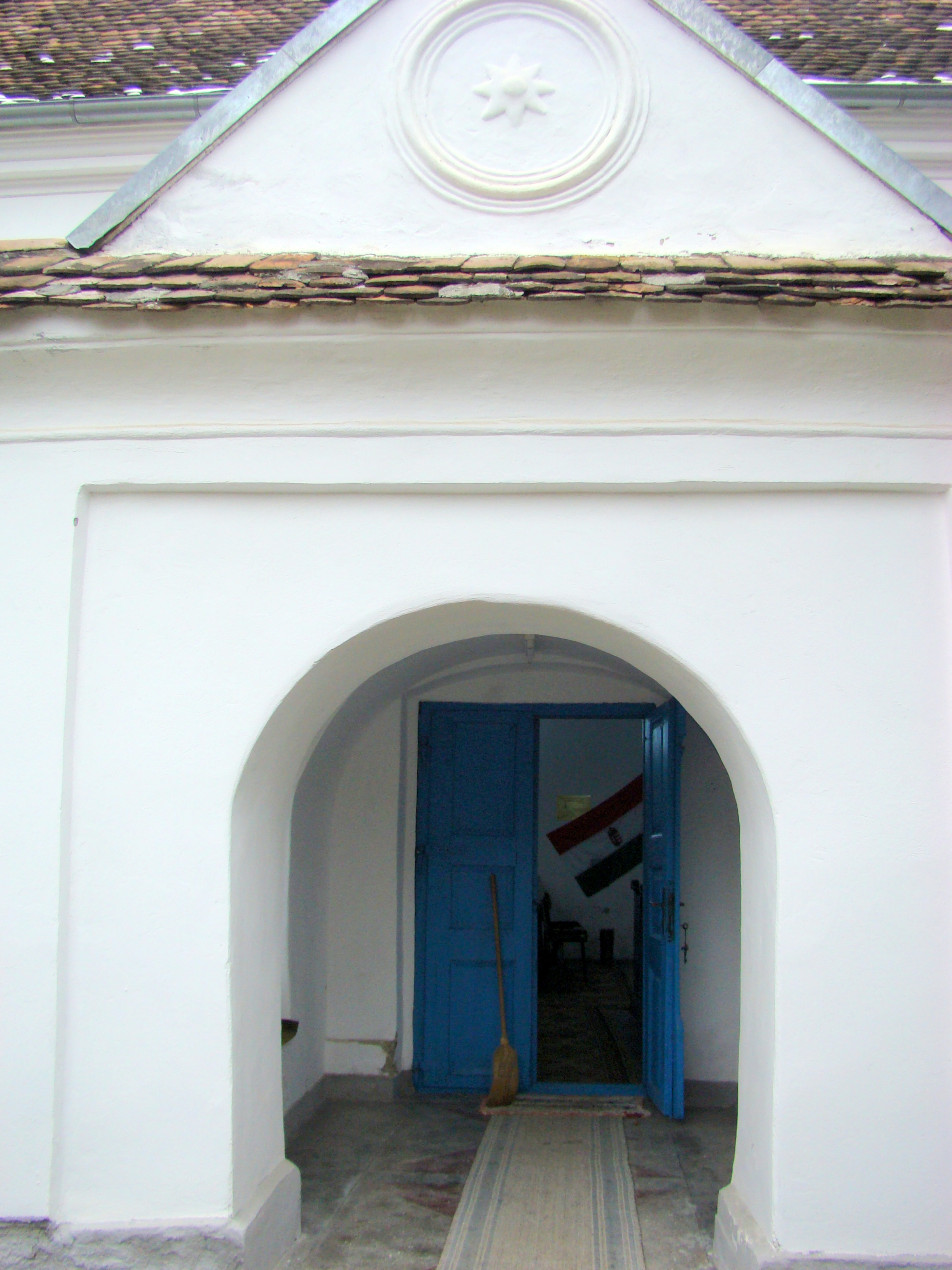
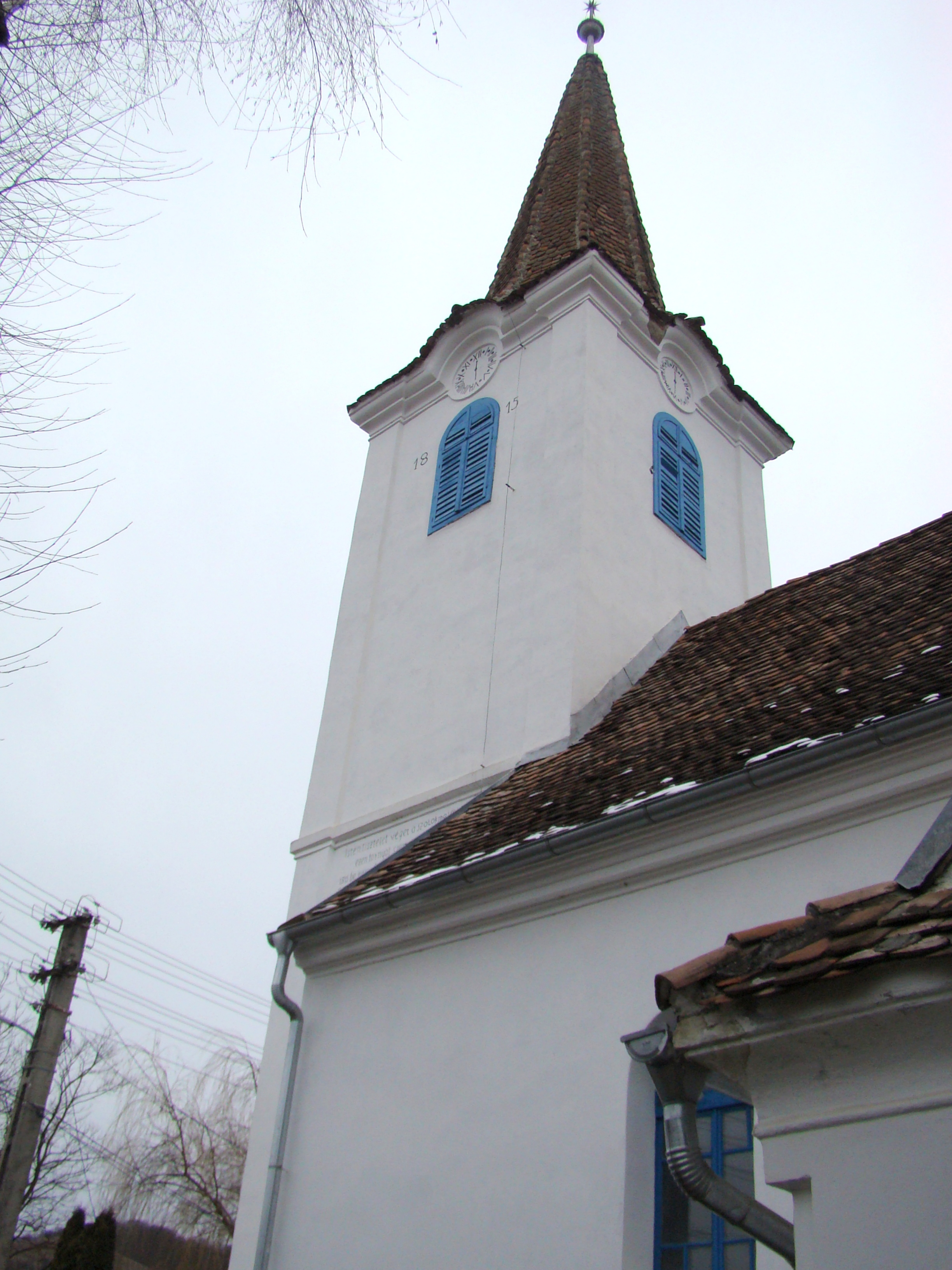
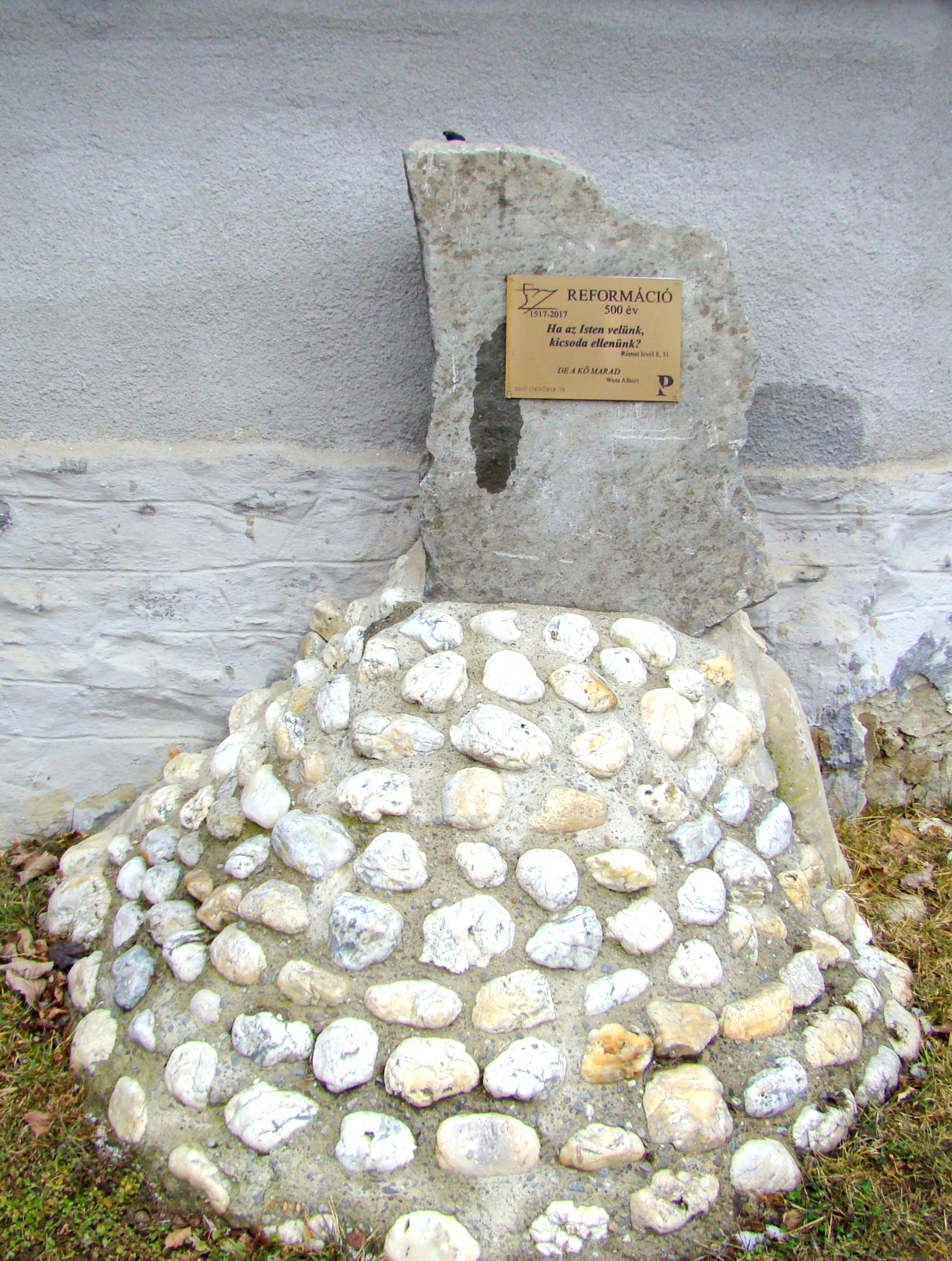
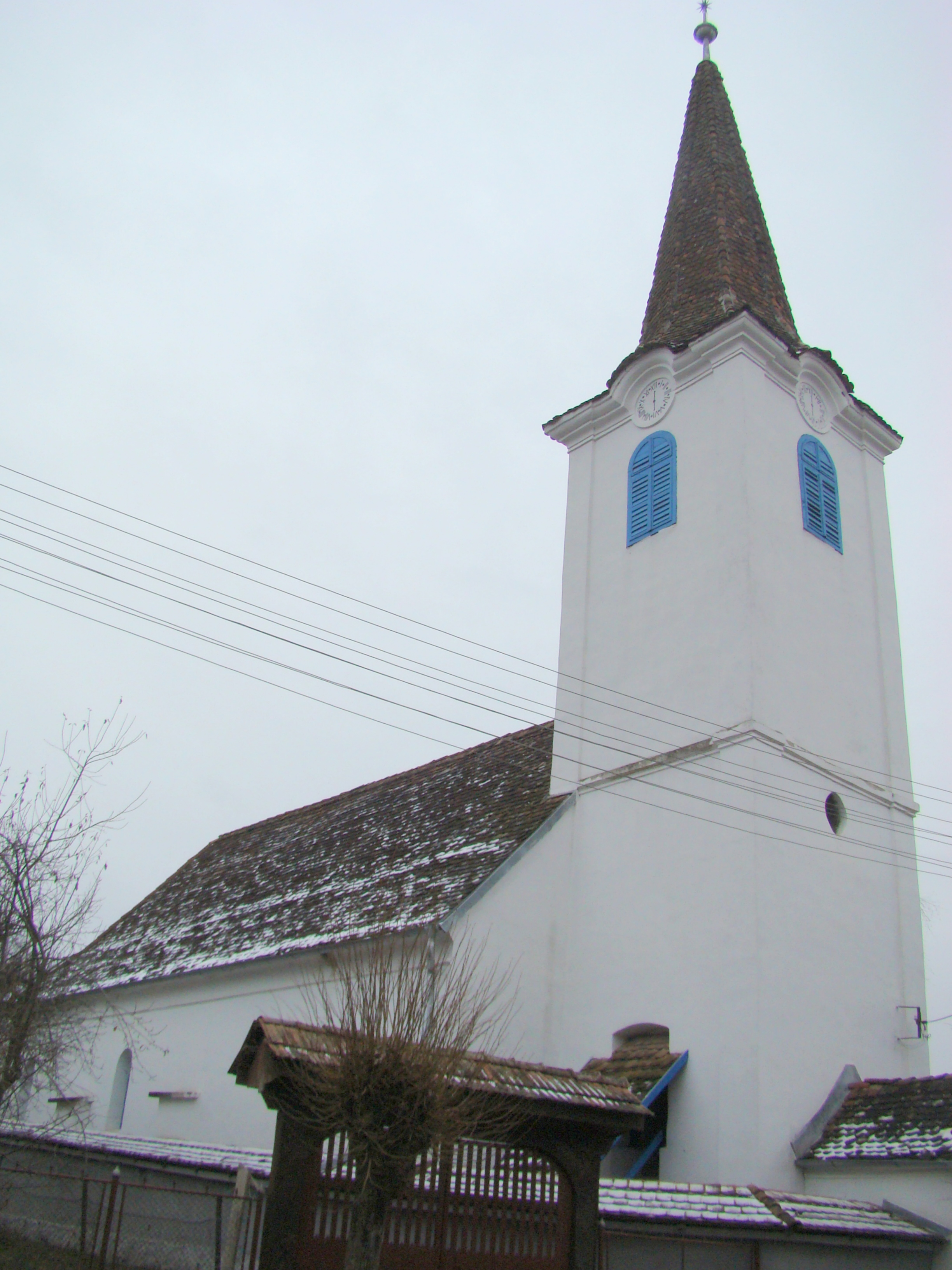
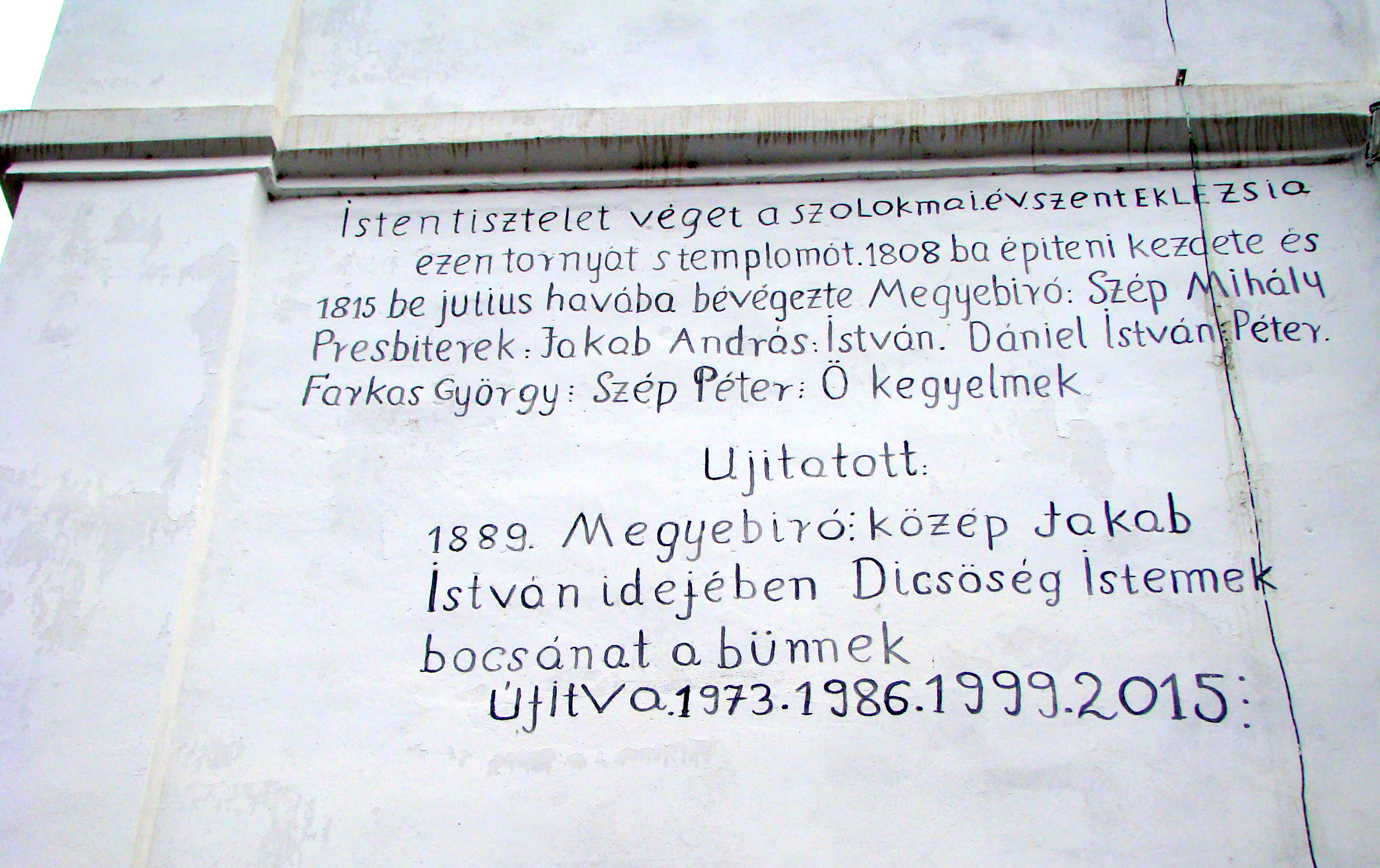
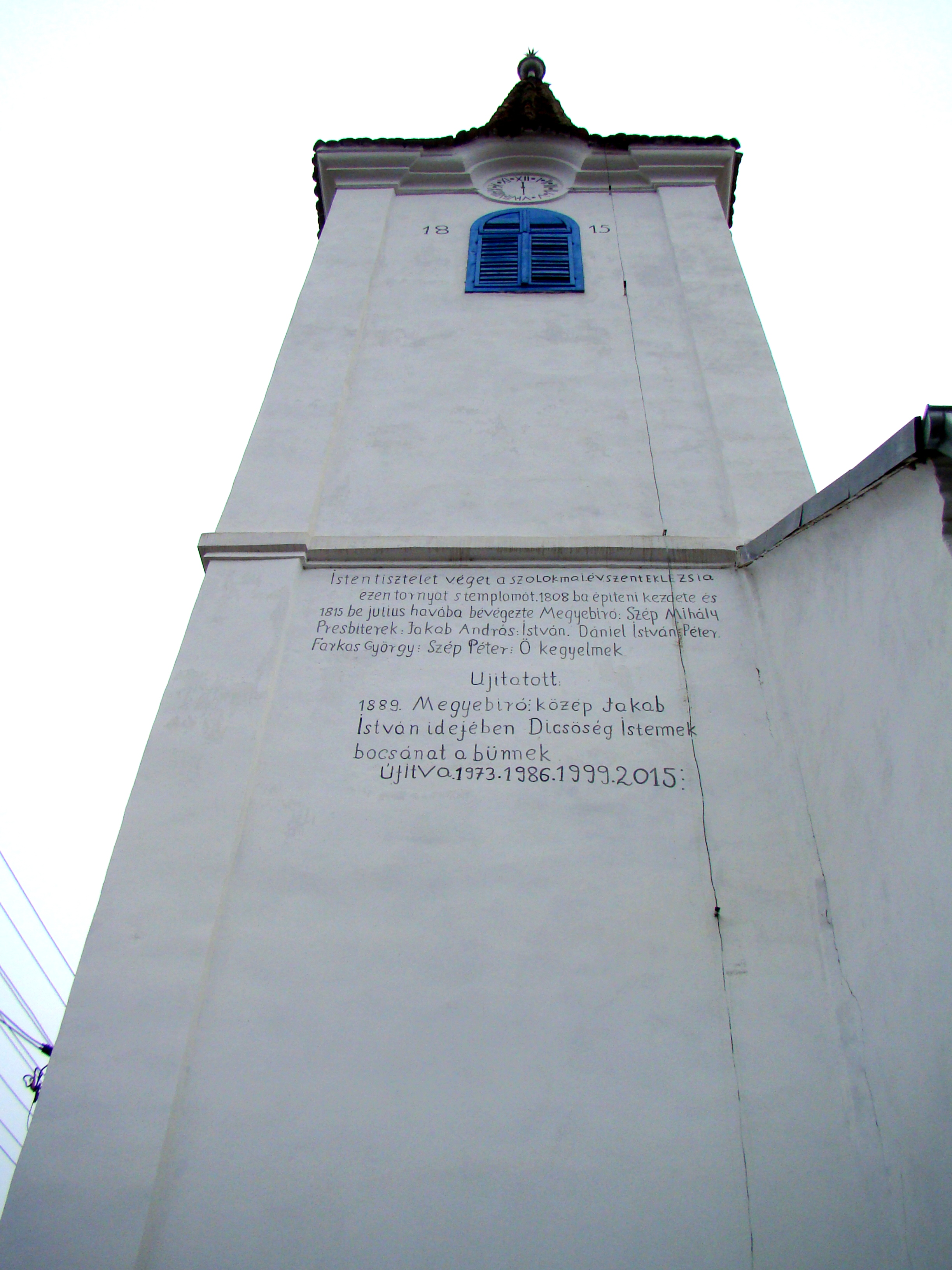
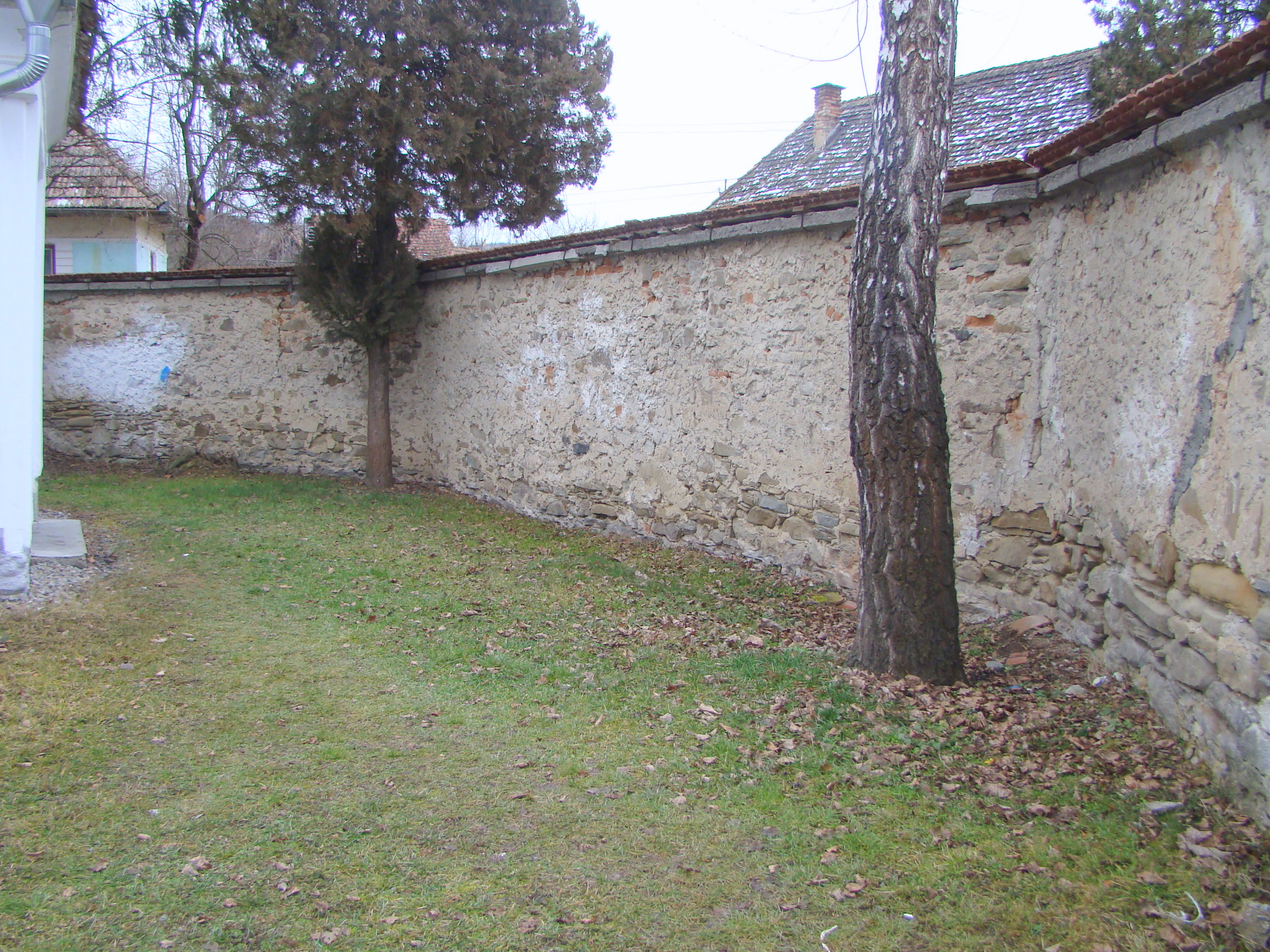
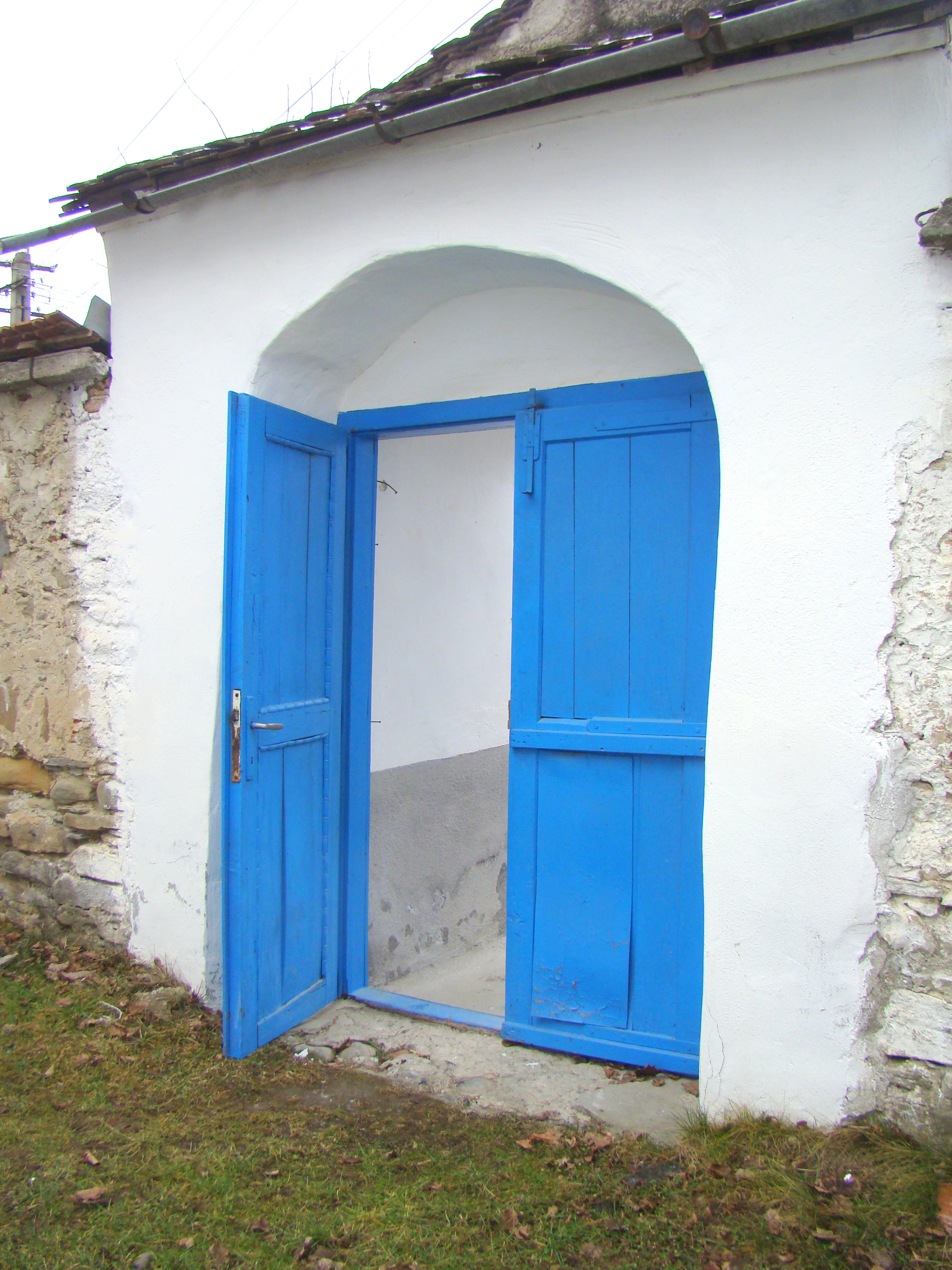
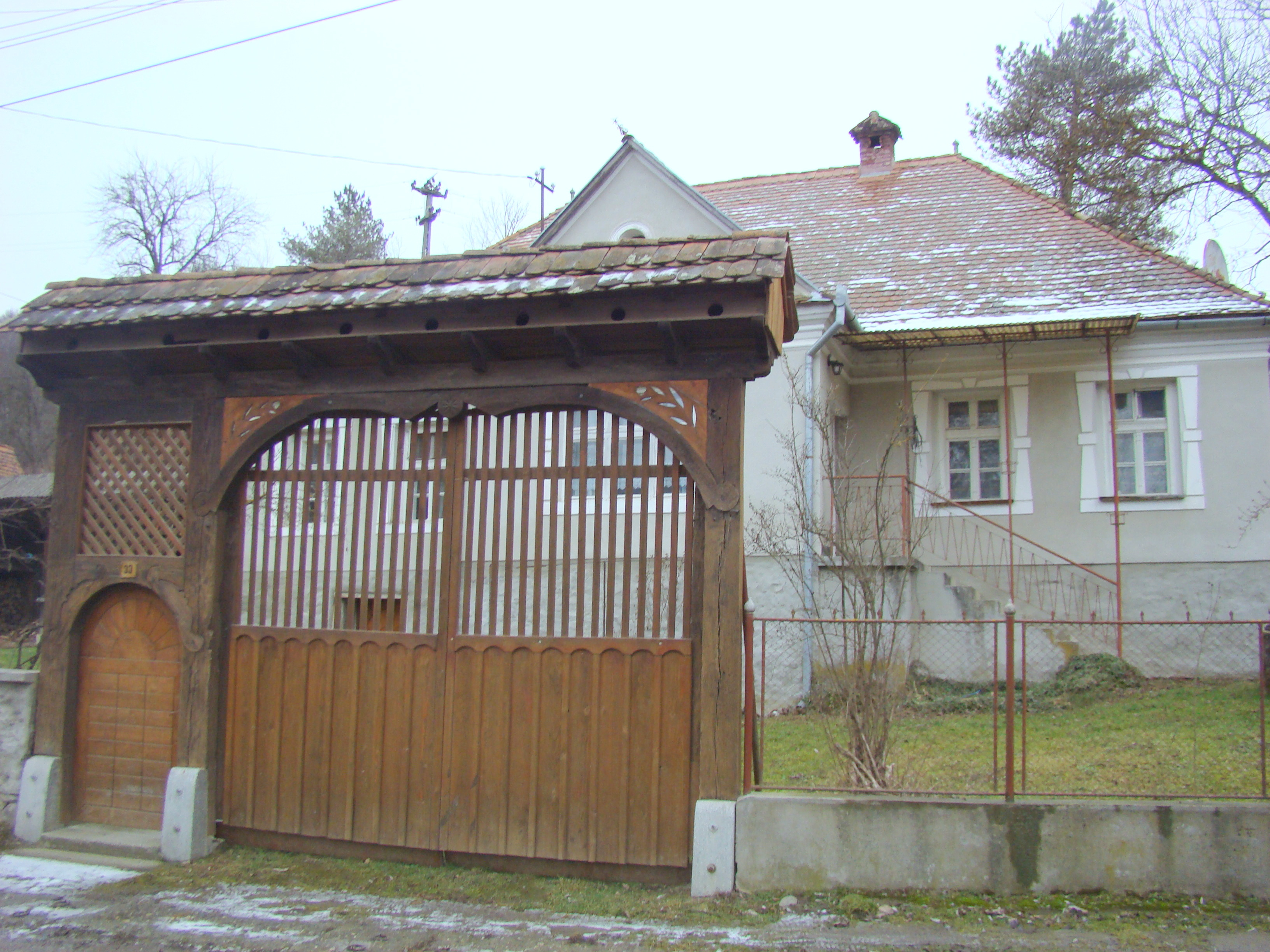
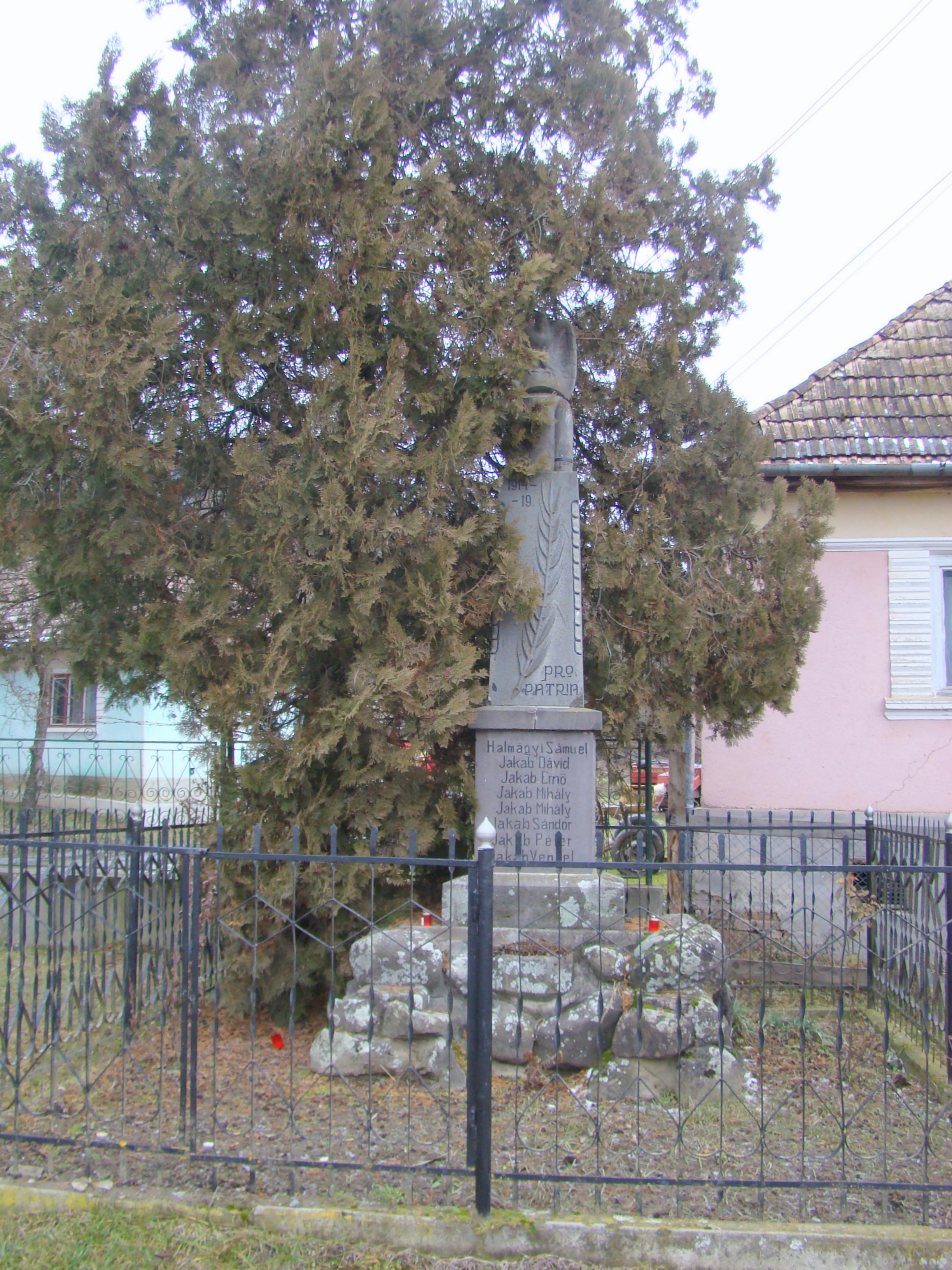

## Vezi și
- Solocma, Mureș

## Galerie de imagini

### Interior

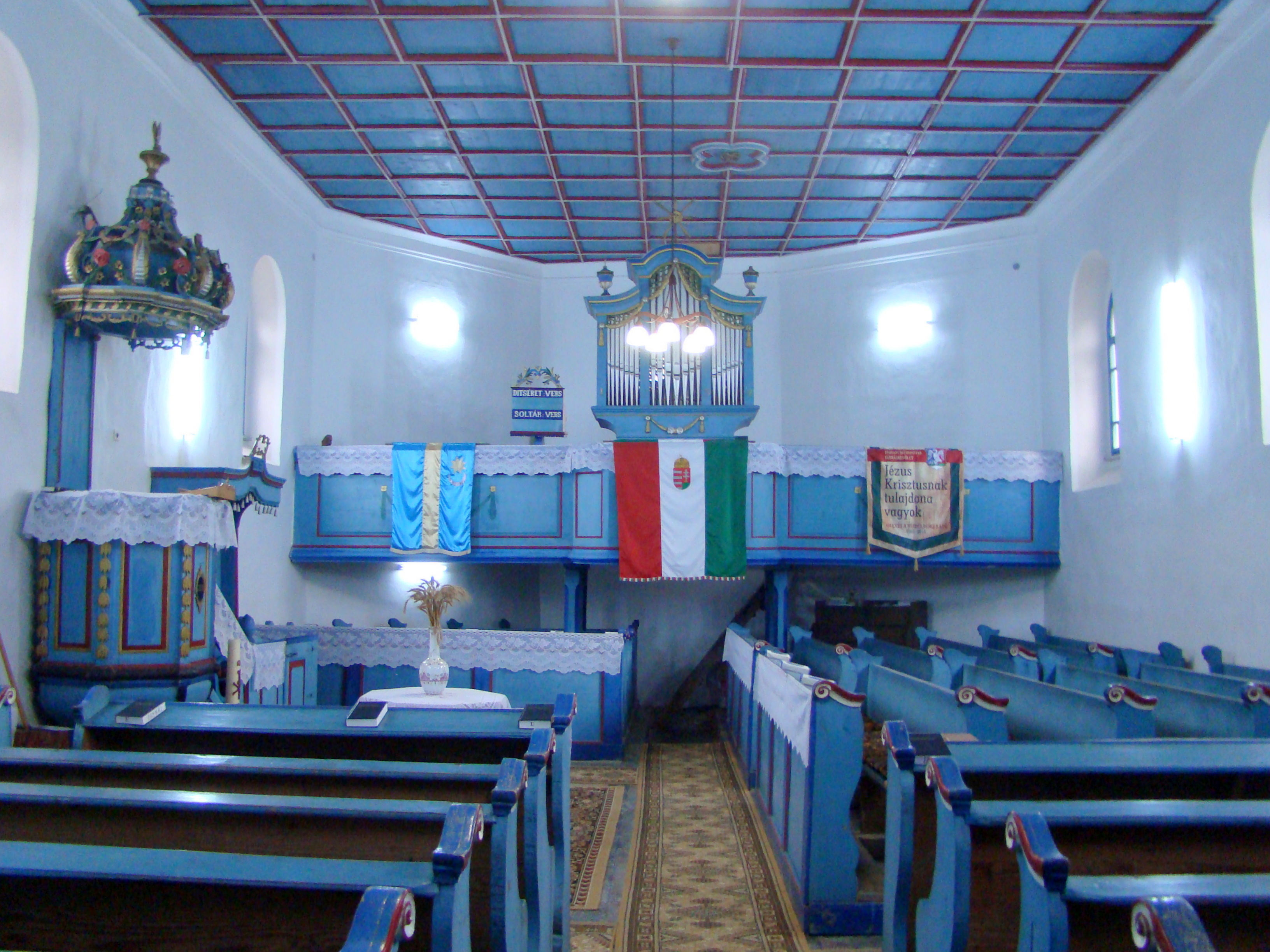
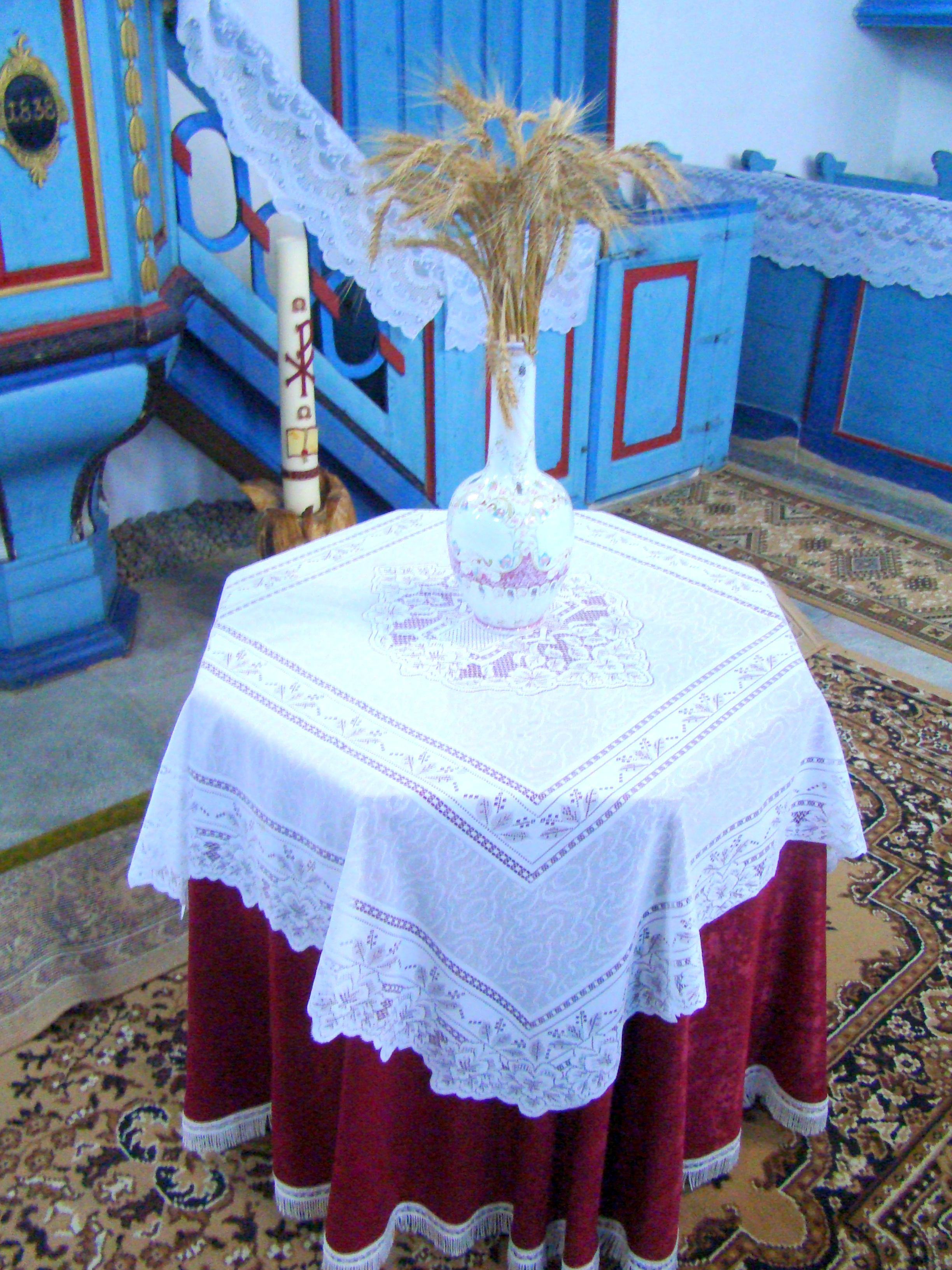
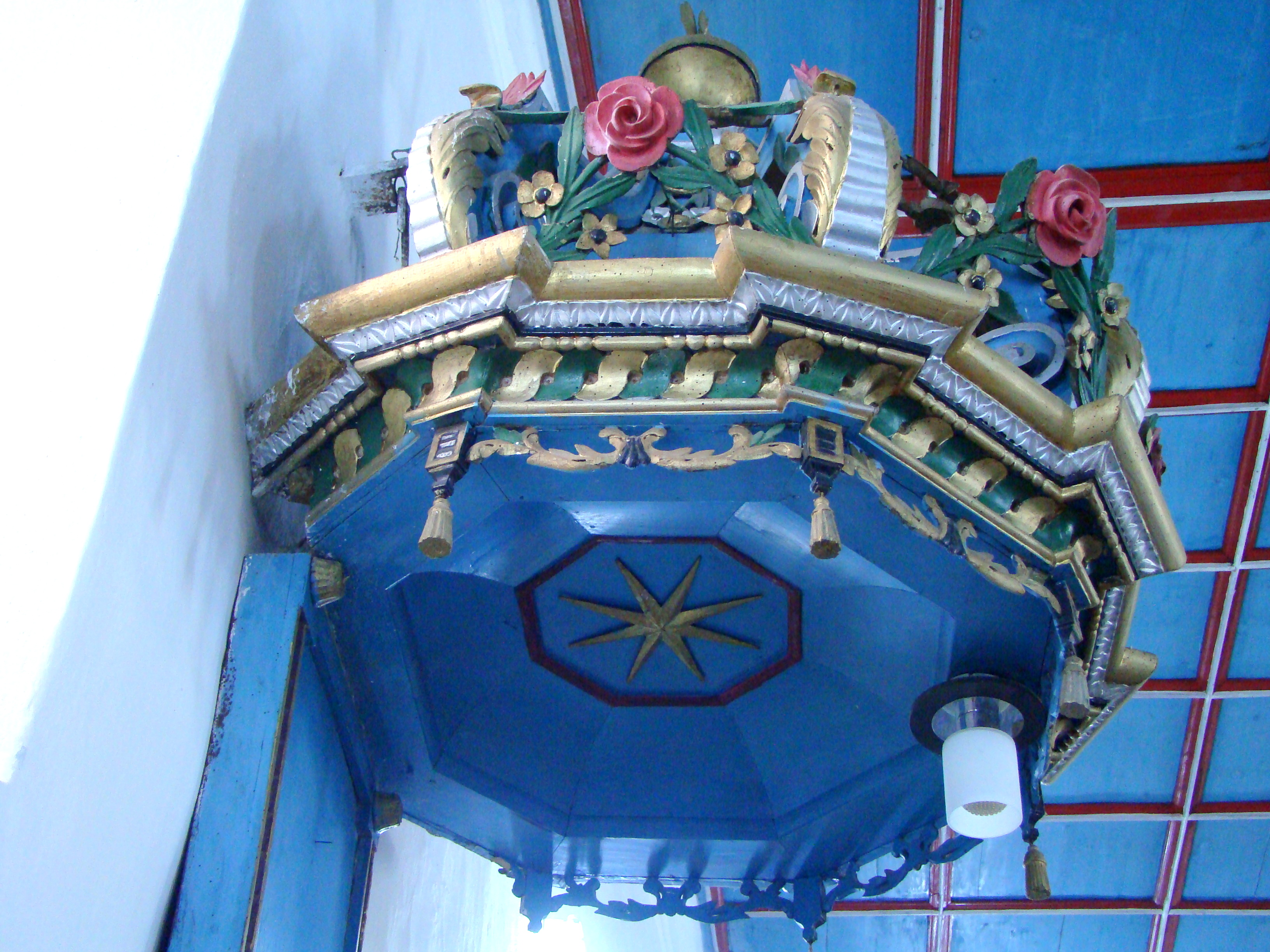
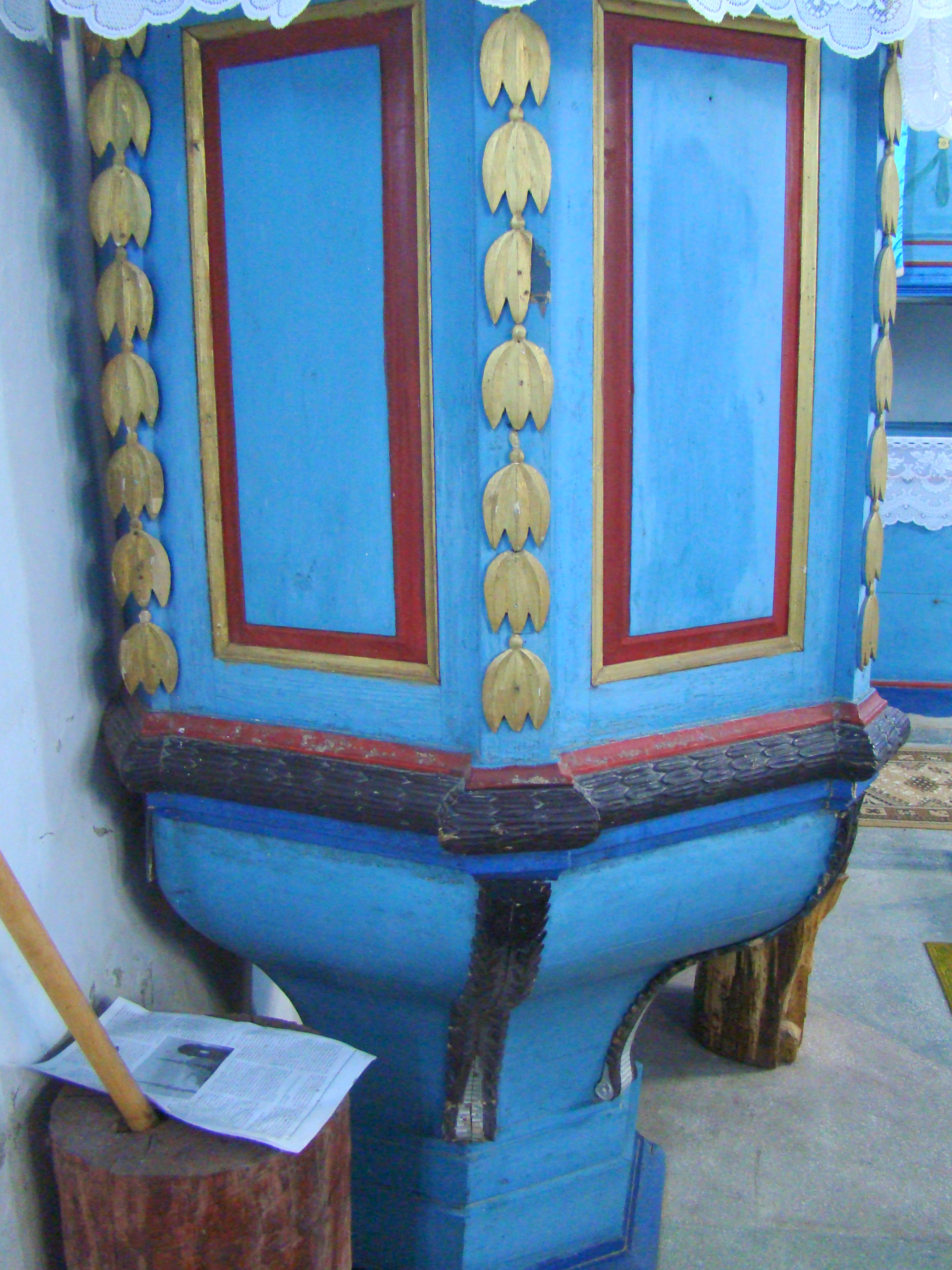
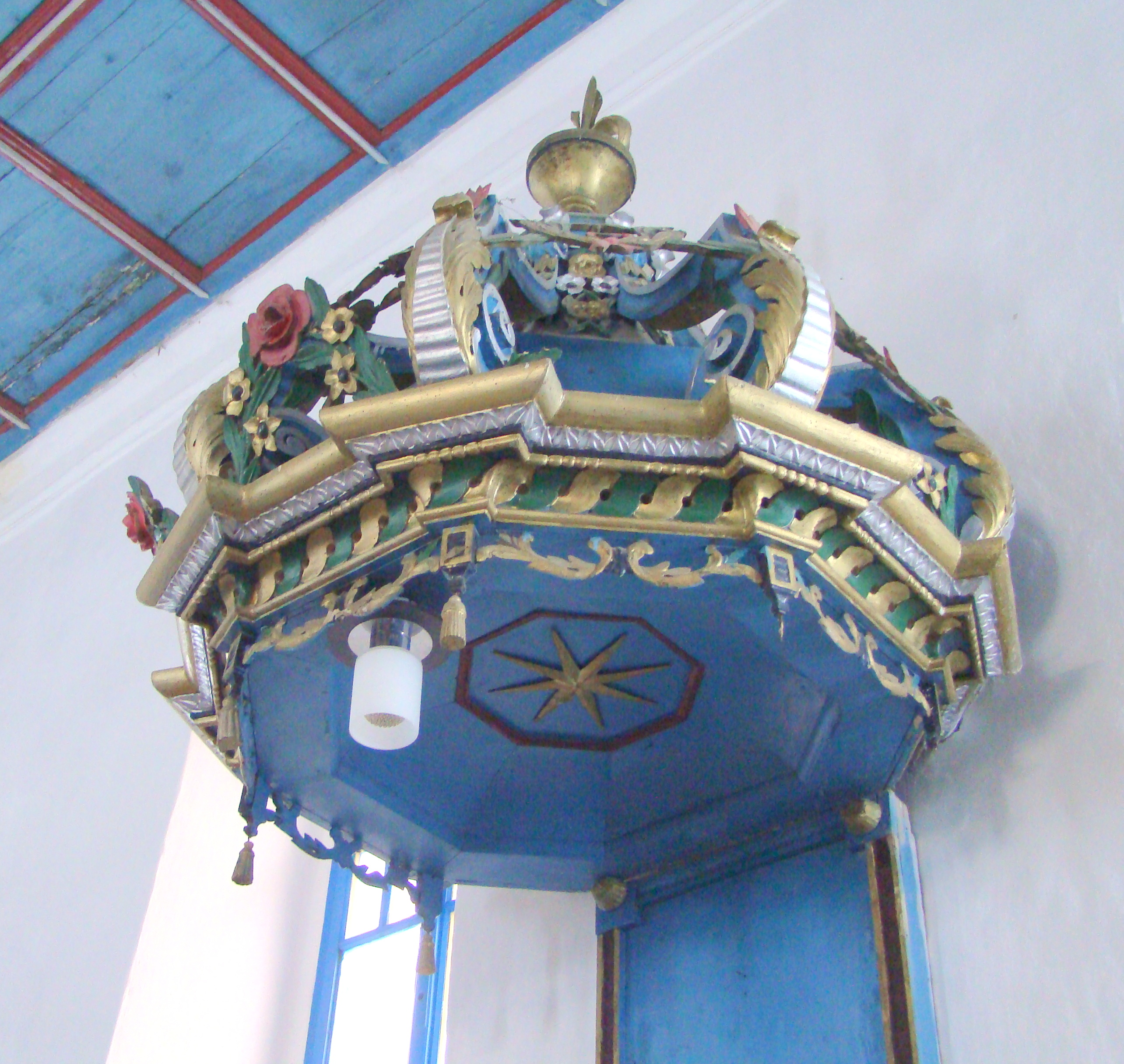
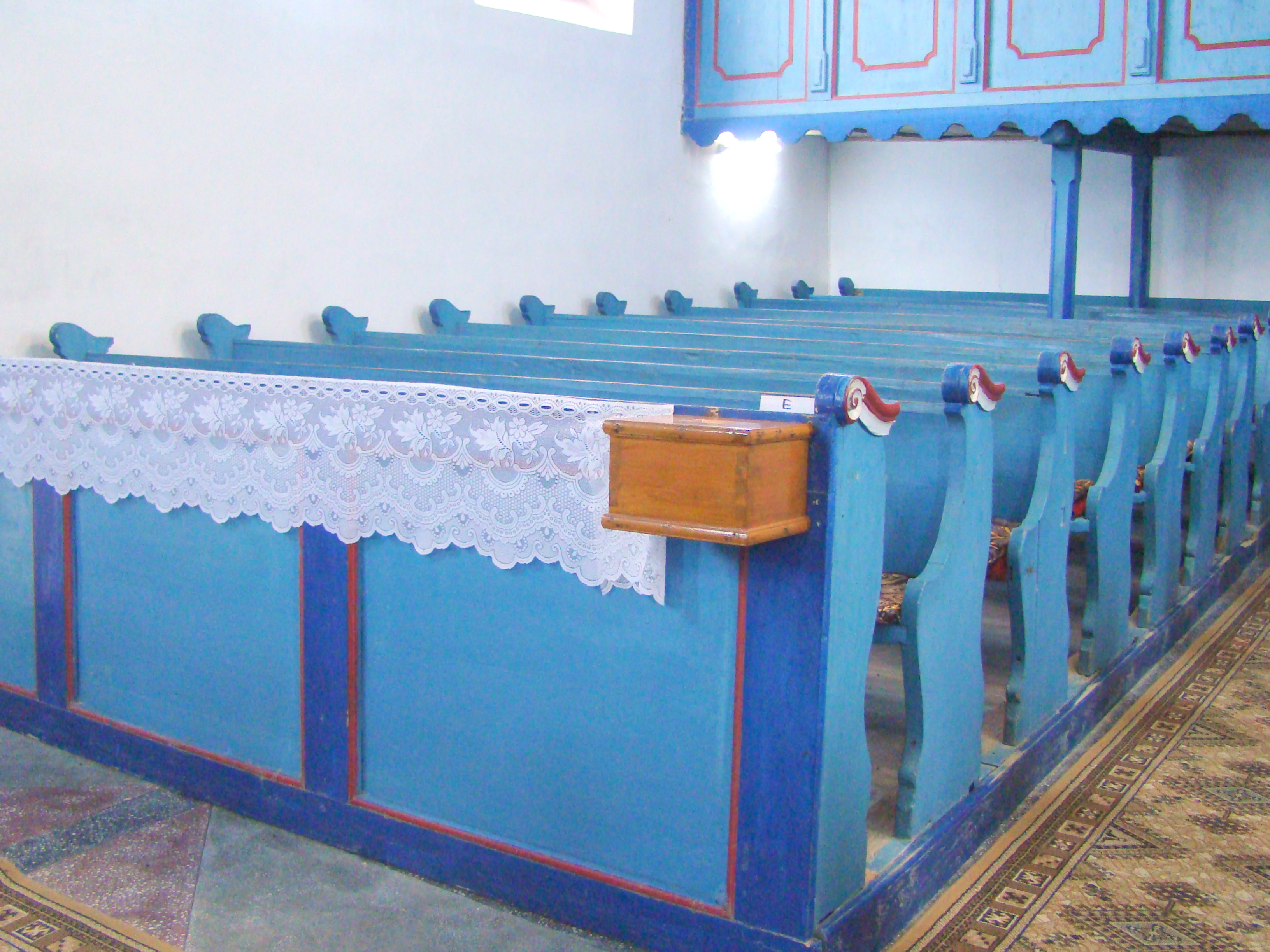
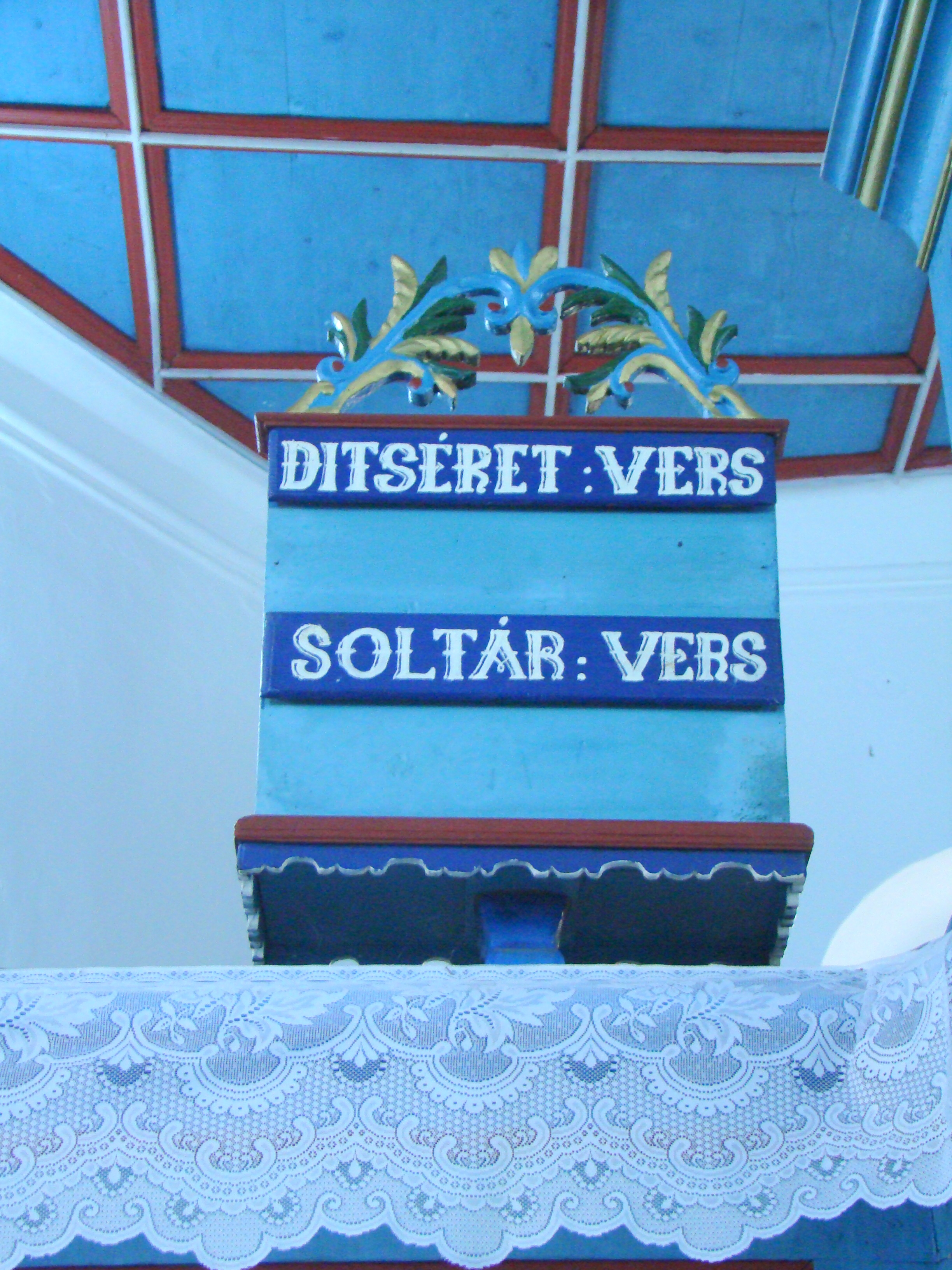
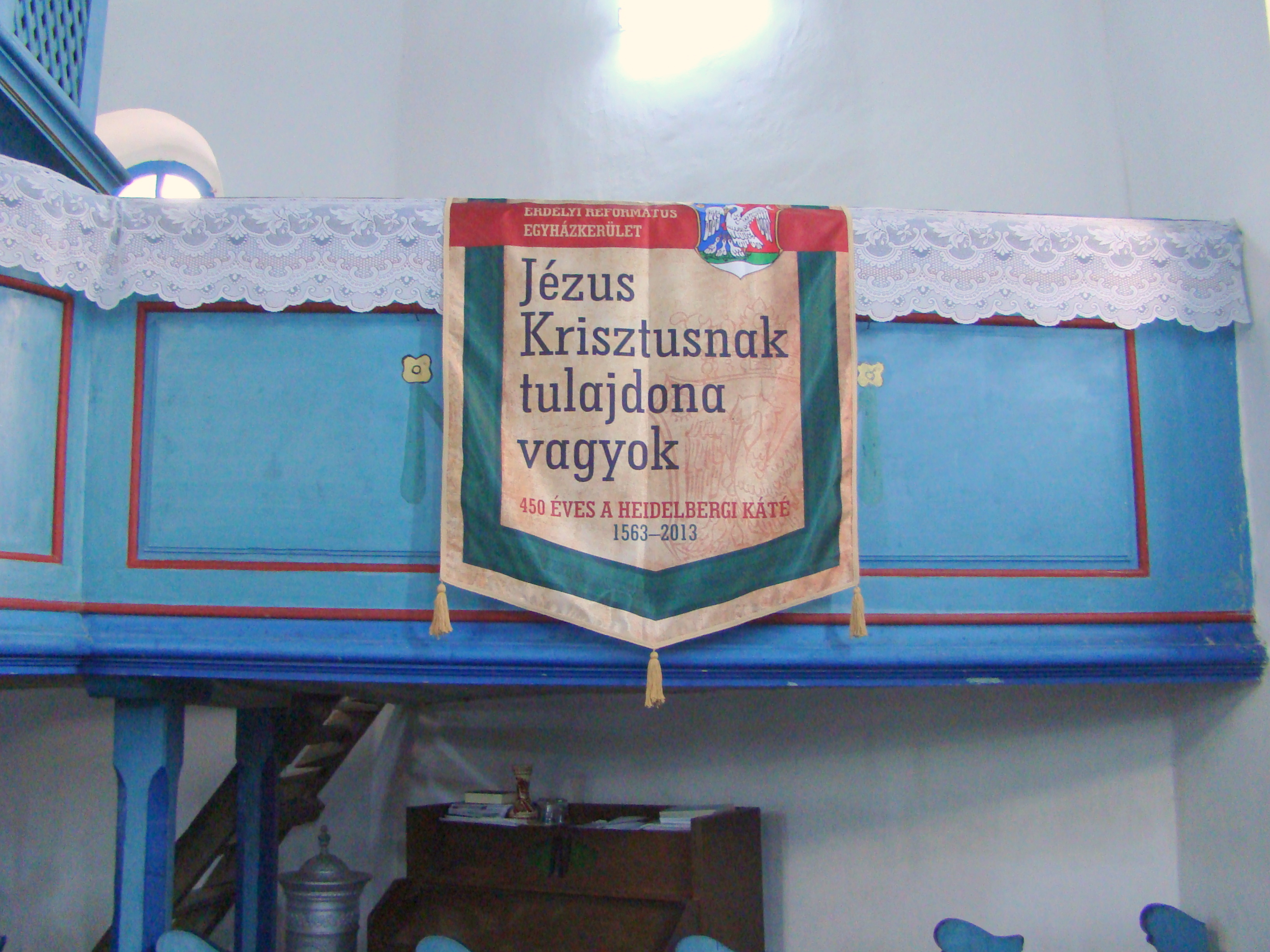
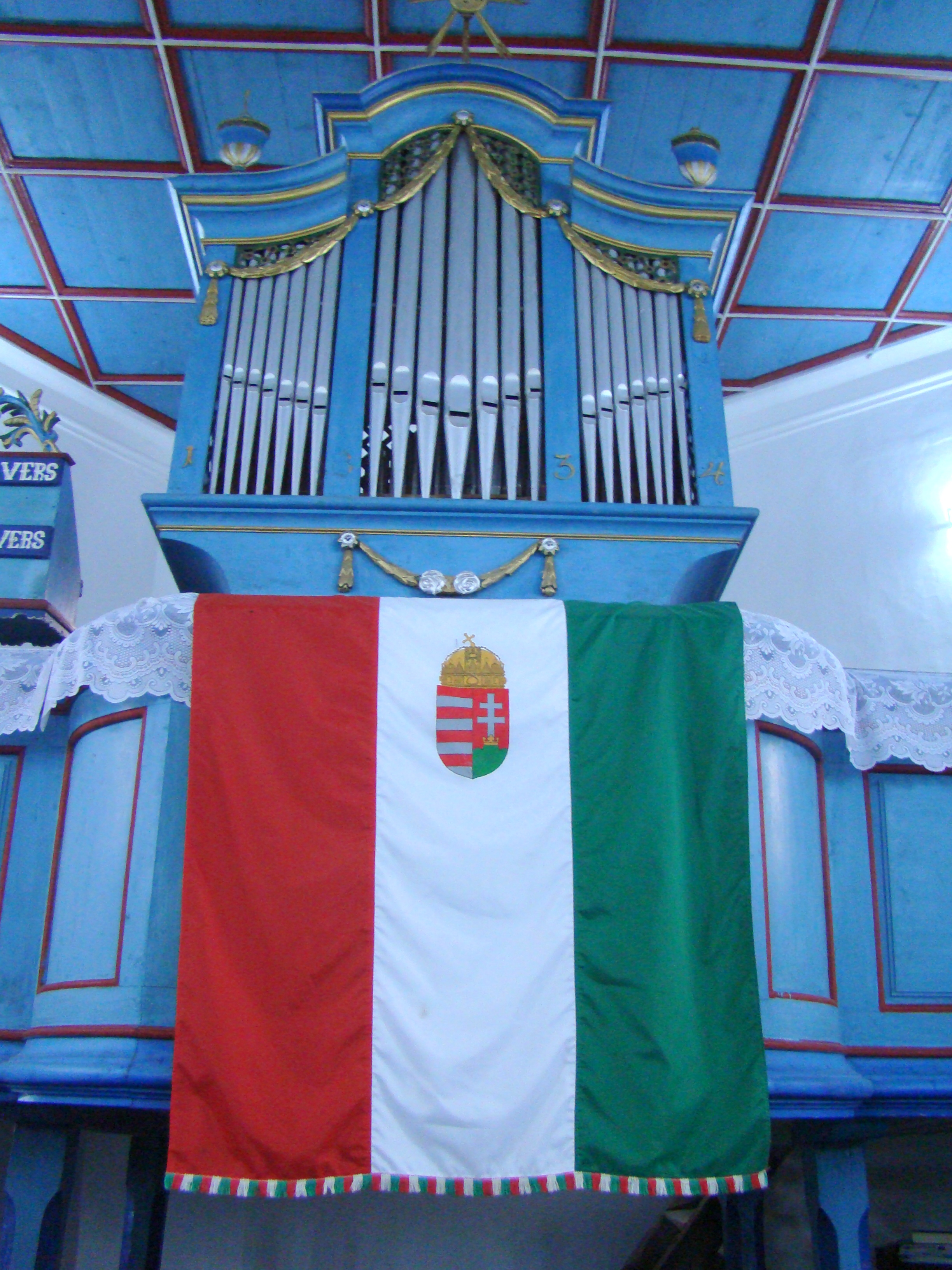
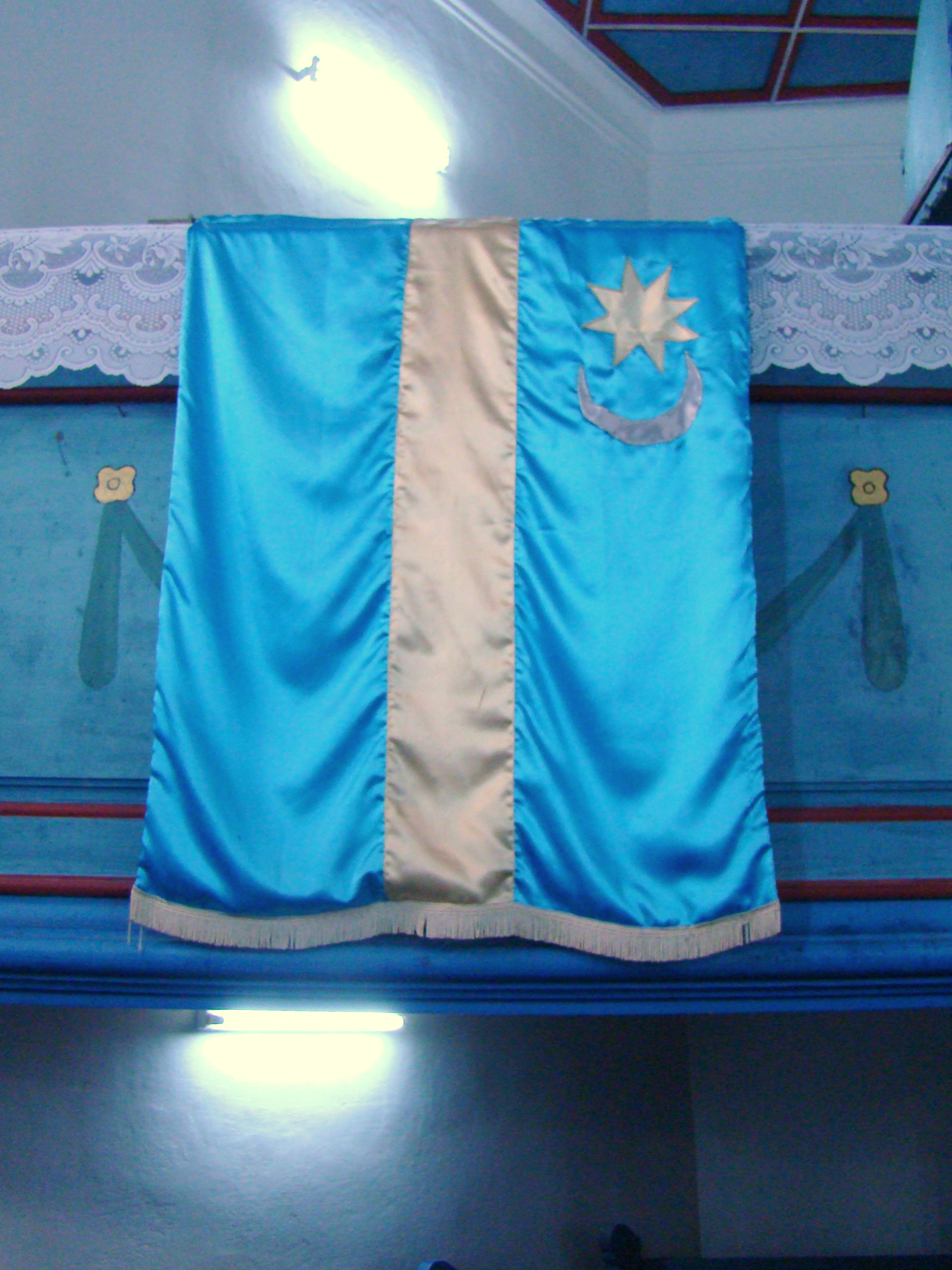
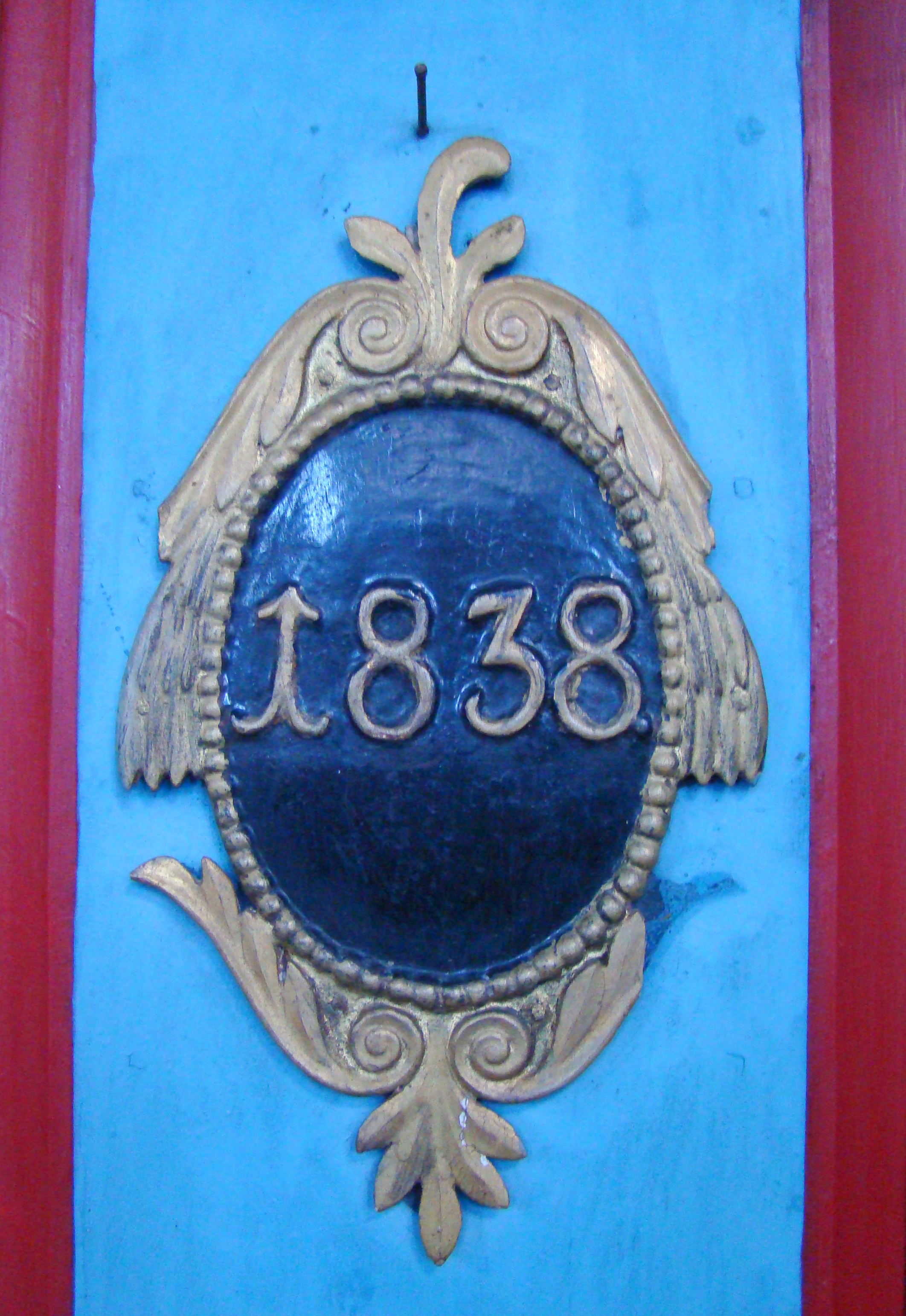
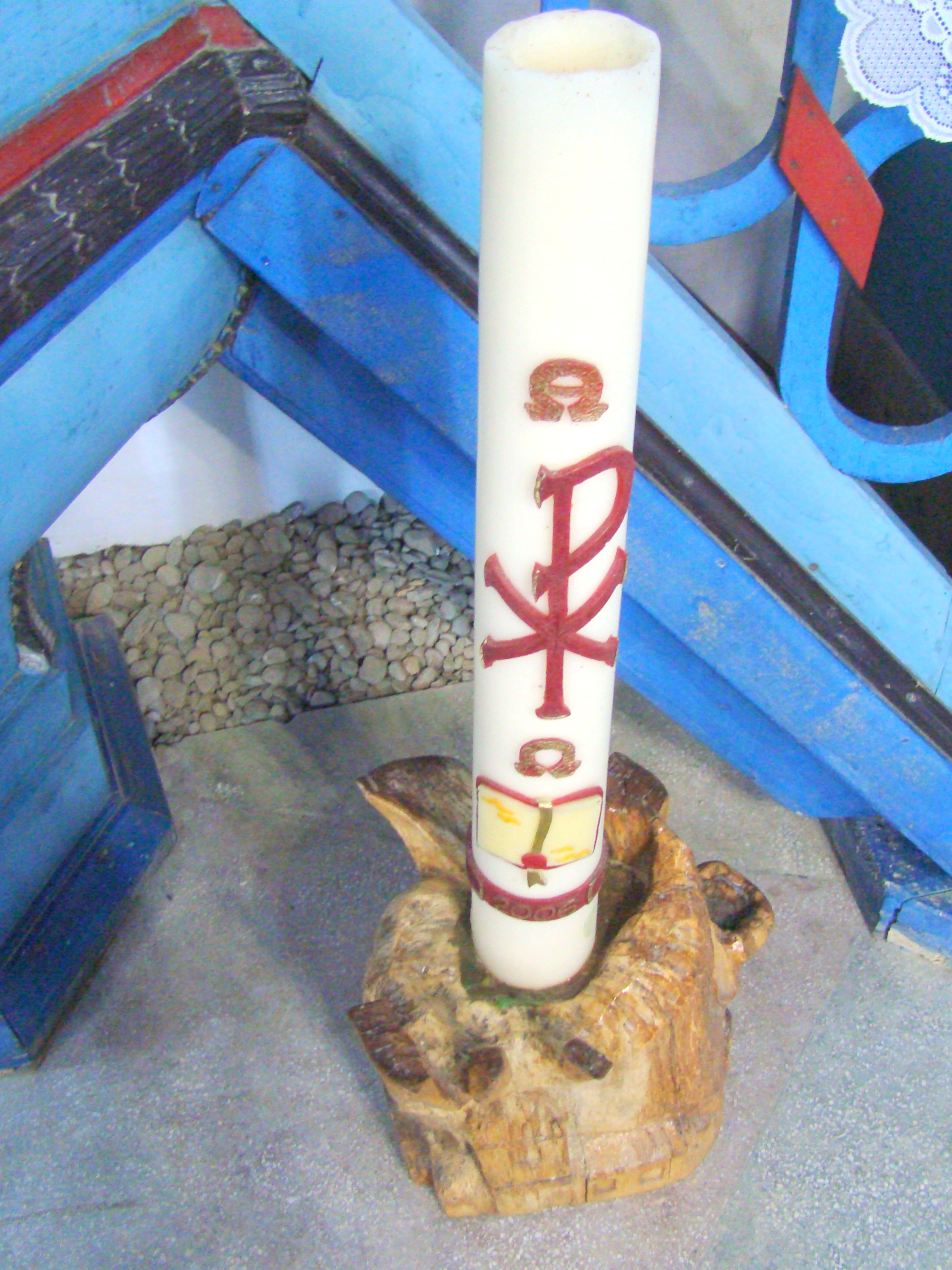
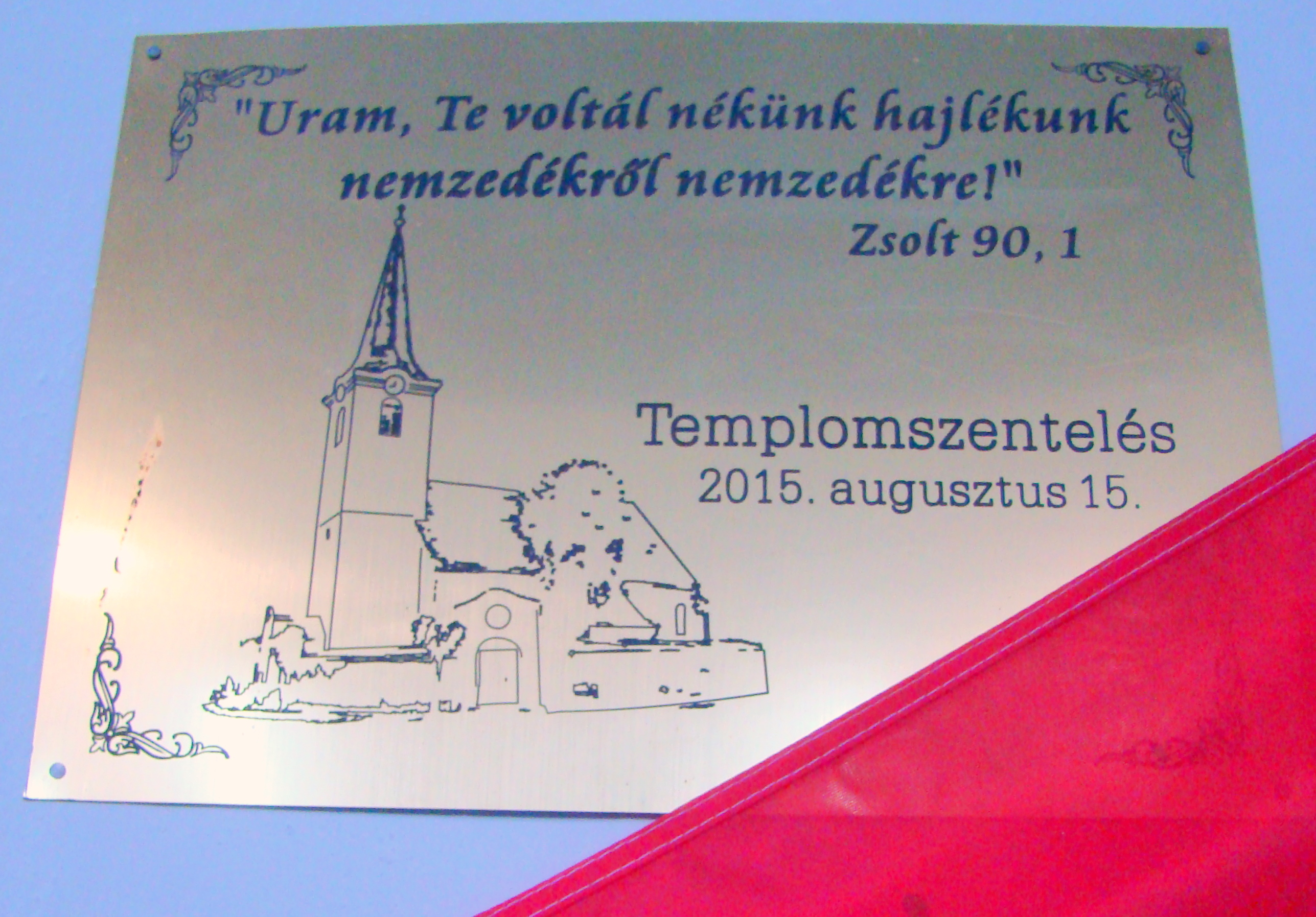
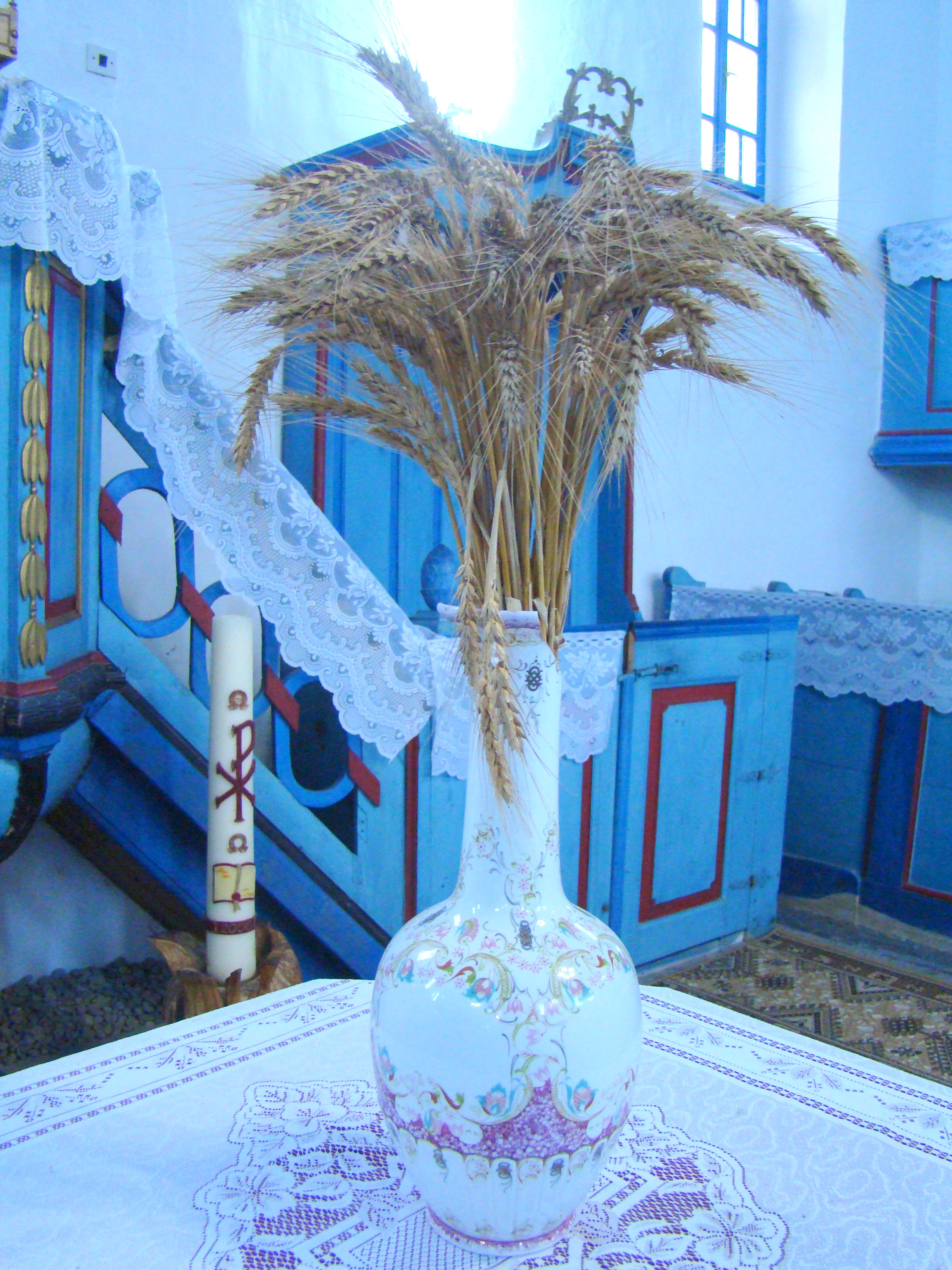
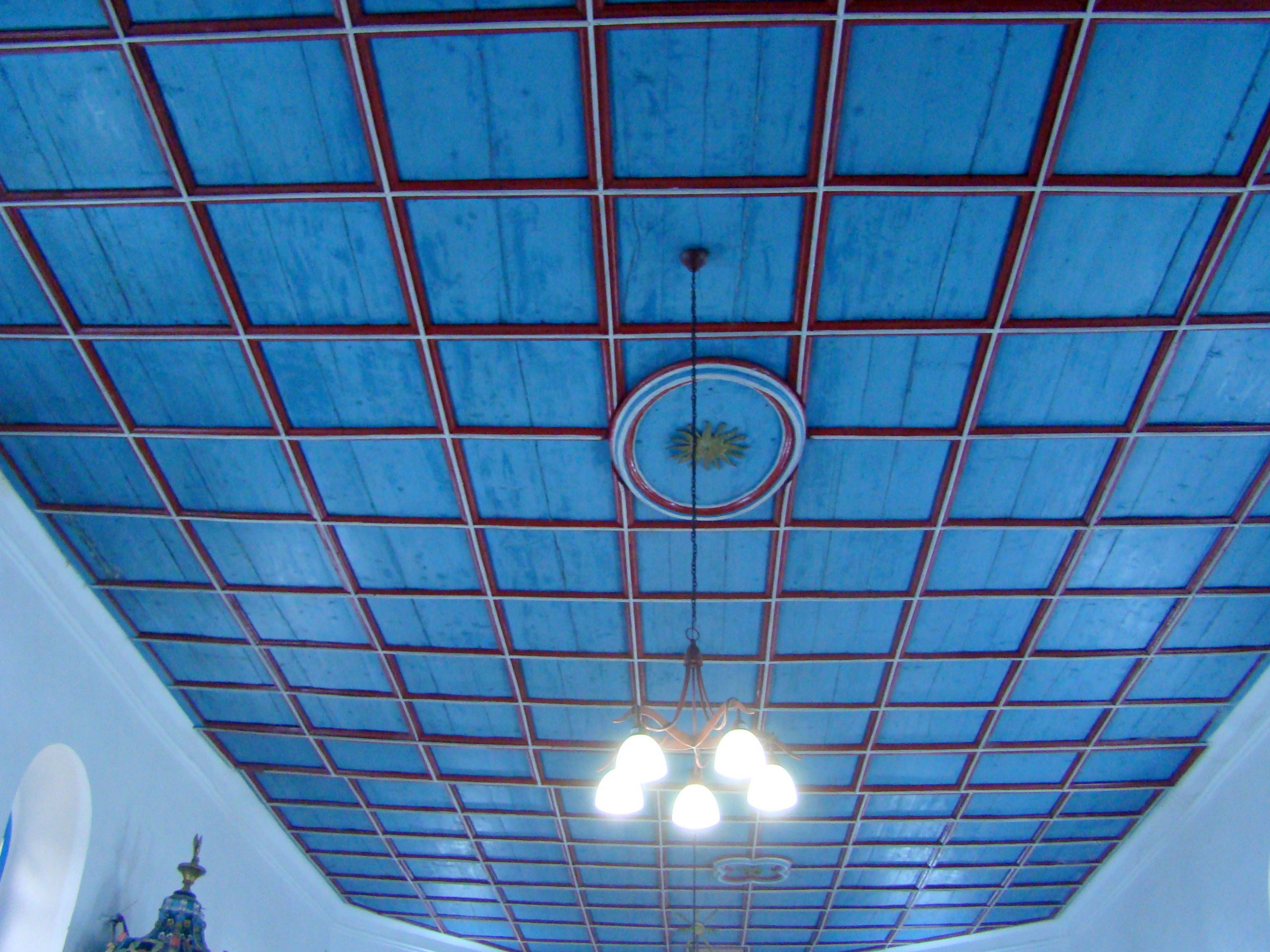
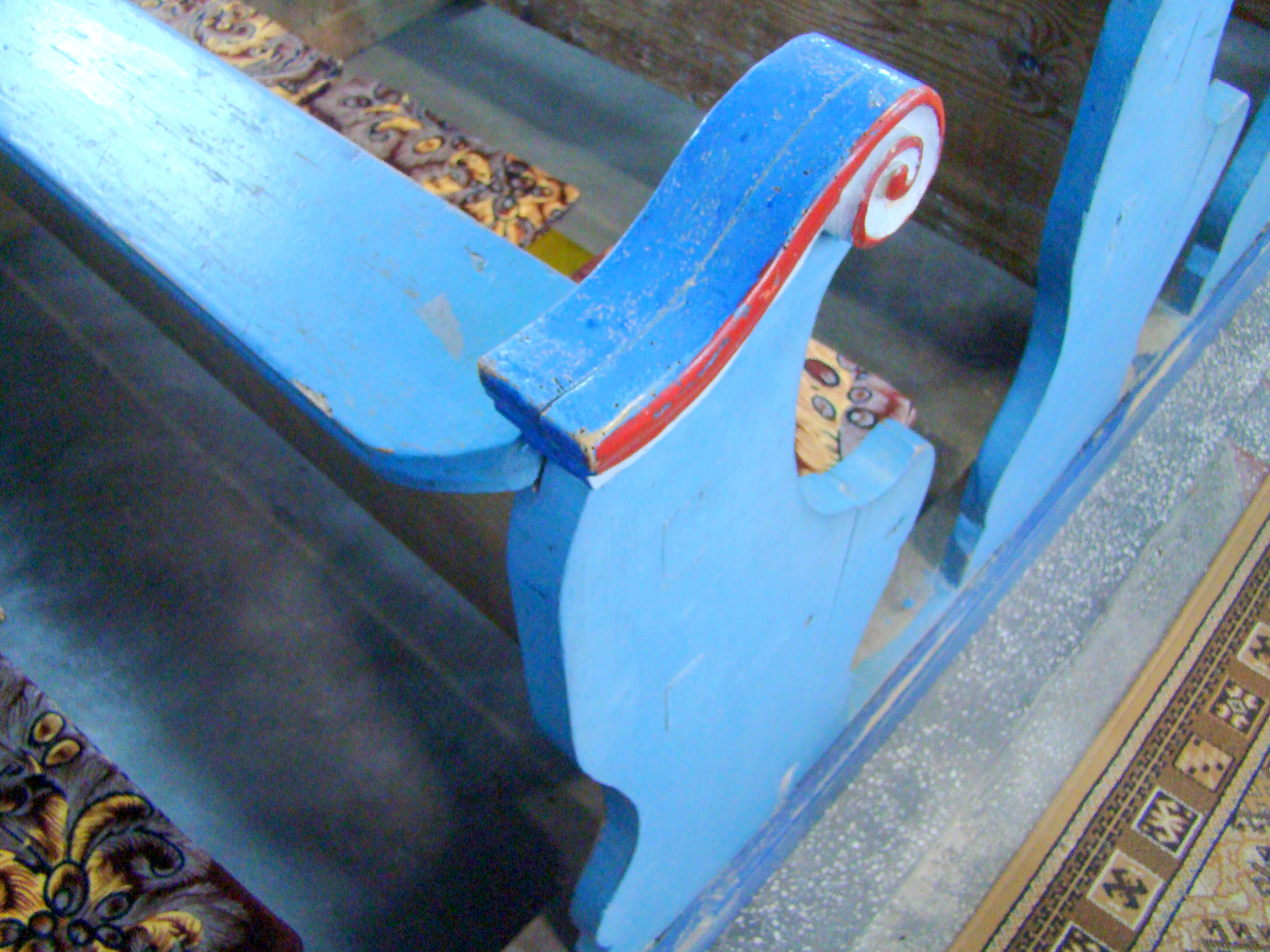
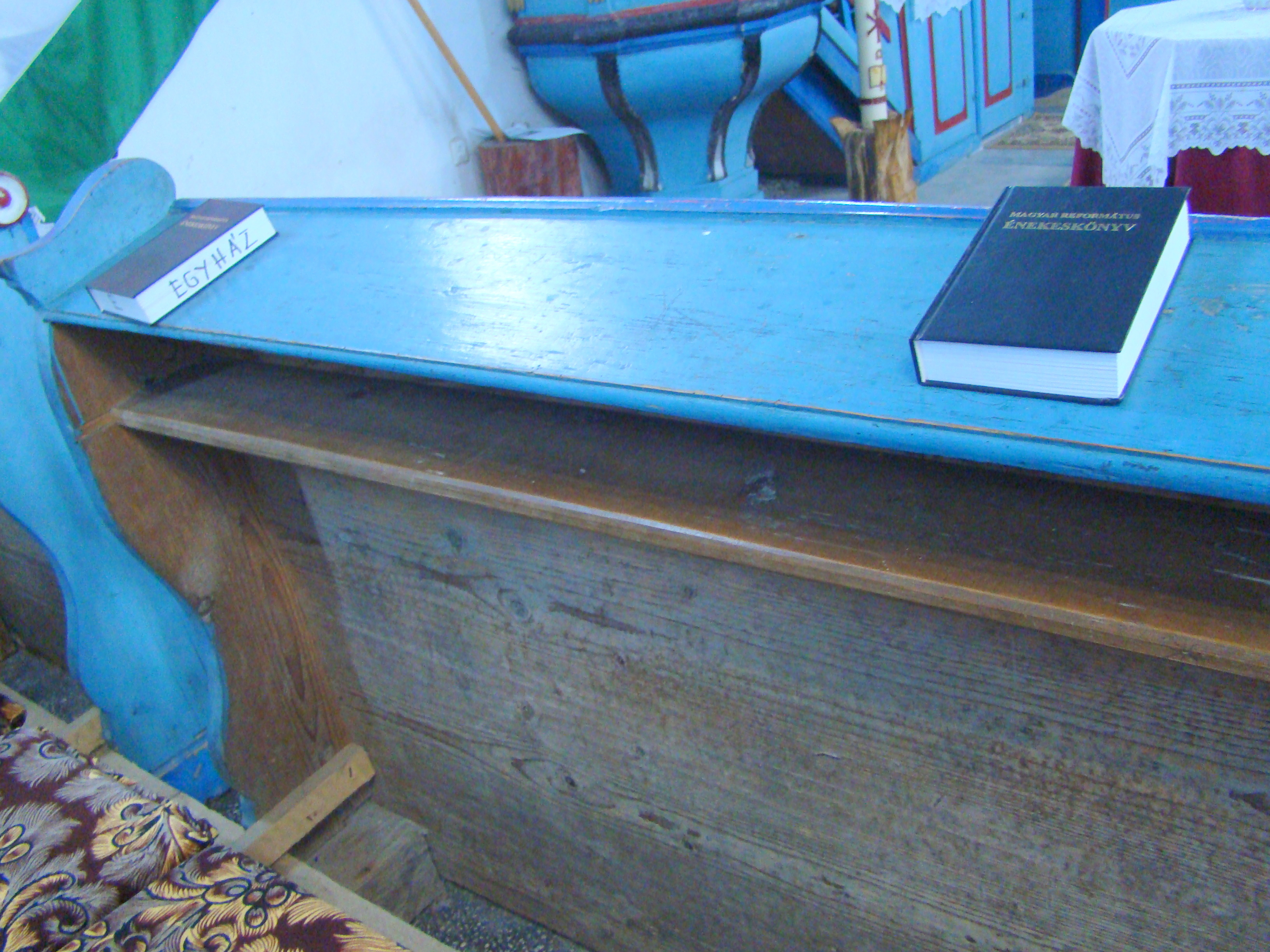
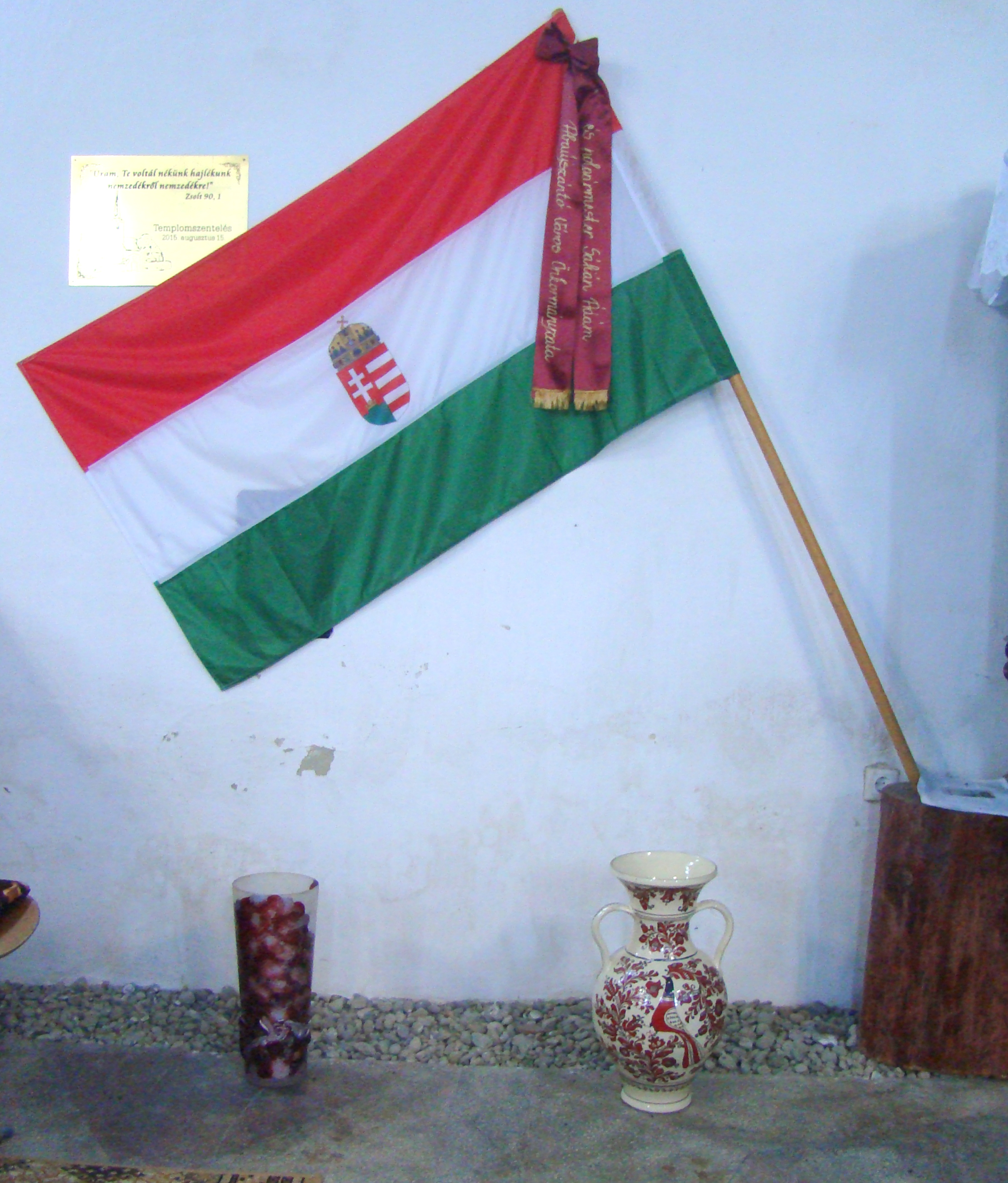
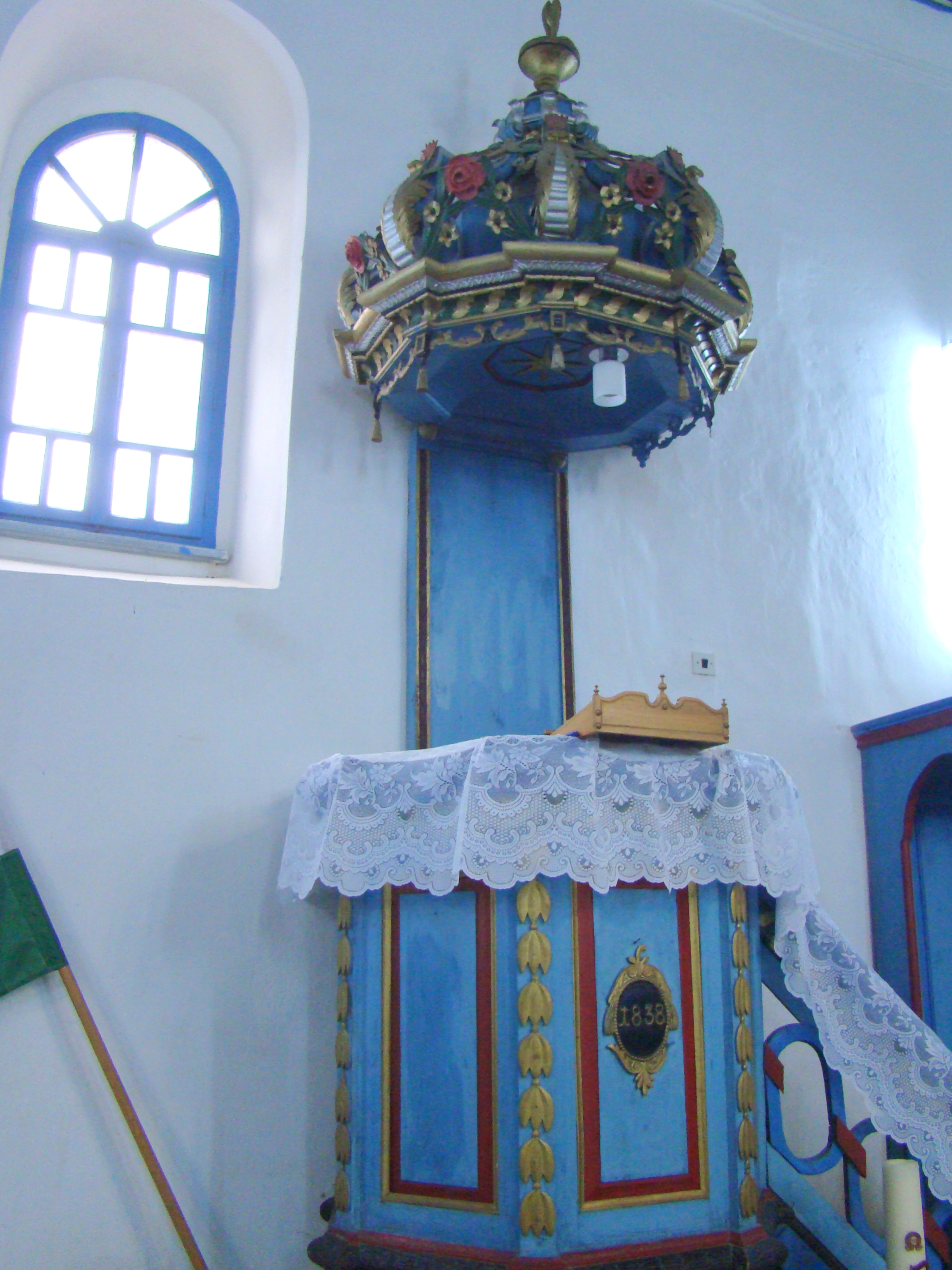
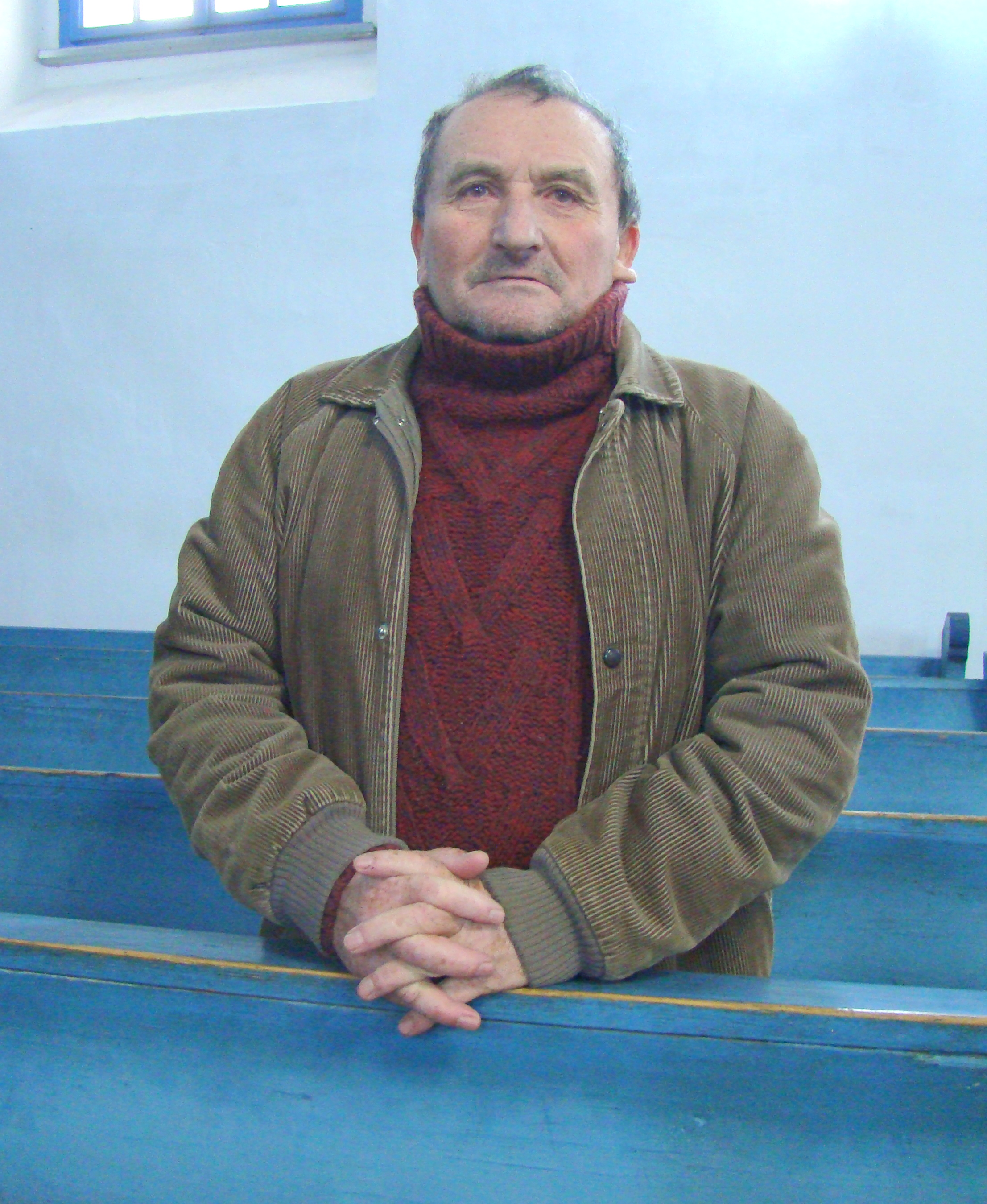
Curatorul bisericii reformate din Solocma: Szakal Mihail